# Ольборг
О́льборг (дат. Aalborg МФА: [ˈʌlb̥ɒːˀ]о файле) — портовый город в Дании, в центре Северной Ютландии. Население 118 871 человек (2021). Его географическое положение на Лим-фьорде способствовало тому, что в Средние века город стал важной гаванью, а позднее — промышленным центром. Сегодня Ольборг переживает переходный этап от промышленного города, населённого рабочим классом, к наукоёмкому центру. Этому в большой мере способствует Ольборгский университет, основанный в 1974 году. В Ольборге находится военно-воздушная база. Центр лютеранской епархии с кафедрой в Соборе Святого Будольфи.

## Этимология
Первое упоминание Ольборга под его начальными названиями Alebu и Alabur встречается на монетах, датируемых 1040 годом. В 1231 году упоминается как Aleborg, что в буквальном переводе на русский язык значит Ale — узкий проток. Город расположен в самой узкой части пролива Лим-фьорда и borg — замок или от burg — город. В Датской поземельной книге короля Вальдемара Победоносного упоминается как Aleburgh. В российской топонимике, словарях, энциклопедических изданиях вплоть до первого издания «БСЭ» город именовался как Аальборг, при этом в скобках указывалось, что правильное произношение Ольборг, которое подтверждается и современным произношением.
В Дании на протяжении некоторого времени велась дискуссия по поводу правильного написания названия города с одной A или диграфом Аа. Официально наименование города в Датском орфографическом словаре указывается Ålborg, но в скобках допускается местное написание Aalborg. Данная норма была закреплена после Датской реформы языка в 1948 году. В 1984 году министр образования Бертель Гордер и министр культуры Мими Якобсен допустили, что местные советы коммун вправе сами определять локальными законодательными актами как писать название данного города, хотя это противоречило Датскому языковому совету.

## История
Местность вокруг самого узкого места на Лим-фьорде привлекала поселения еще в железном веке, что привело к процветанию общины викингов примерно до 1000 года на территории, которая сейчас стала Ольборгом. В средние века королевские торговые привилегии, естественная гавань и процветающая промышленность по ловле сельди способствовали росту города. Несмотря на трудности, которые он испытывал на протяжении веков, город вновь начал процветать к концу 19 века, когда был построен мост через Лим-фьорд и появилась железная дорога. Первоначальный рост Ольборга основывался на тяжёлой промышленности, но его нынешнее развитие сосредоточено на культуре и образовании

### Ранний период

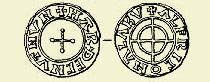
На монете Хардекнуда выбито Алабу (1040), первоначальное название Ольборга

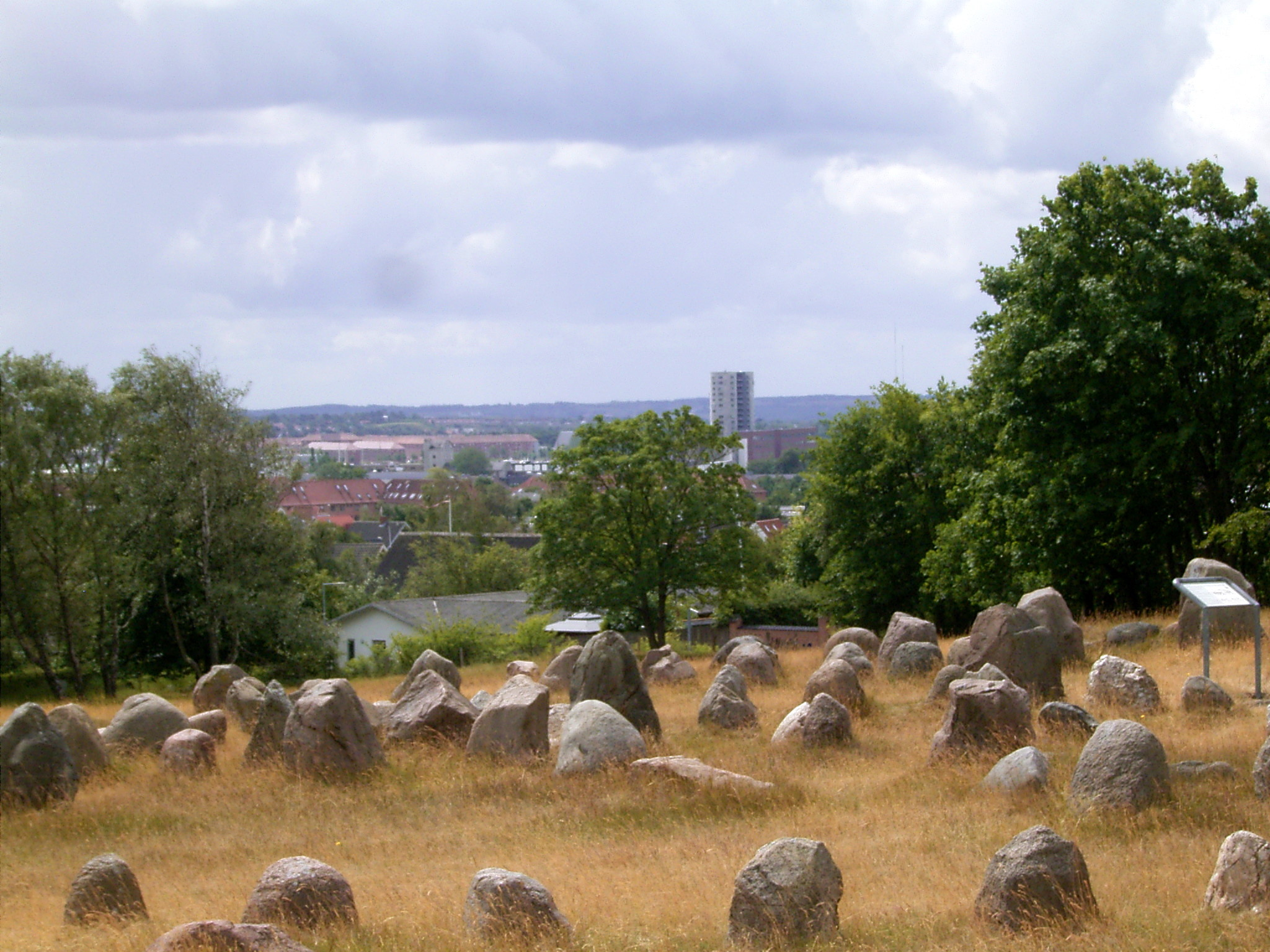
Линнхольм-Хойе

Первое упоминание Ольборга под его первоначальным названием Alabu или Alabur встречается на монетах около 1040 года, периода, когда король Кнуд I Хардекнуд поселился в этом районе. Около 1075 года Адам Бременский сообщал, что Алабург, как он называл его по-немецки, был важной гаванью для кораблей, плывущих в Норвегию. В датской поземельной книге Вальдемара 1231 года он назывался Aleburgh, что, возможно, означает «крепость у ручья», поскольку в древнескандинавском all означало ручей или течение, а bur или burgh — форт или замок.
Церковь Пресвятой Богородицы в Ольборге первоначально была построена в начале XII века, но была снесена во время реформации. Францисканский мужской монастырь, или Грейфрайарс, на восточной стороне Эстеро, вероятно, был построен около 1240 года (в документах впервые упоминается в 1268 году), но, как и многие другие римско-католические монастыри, был закрыт в 1530 году в результате реформации

### Средние века

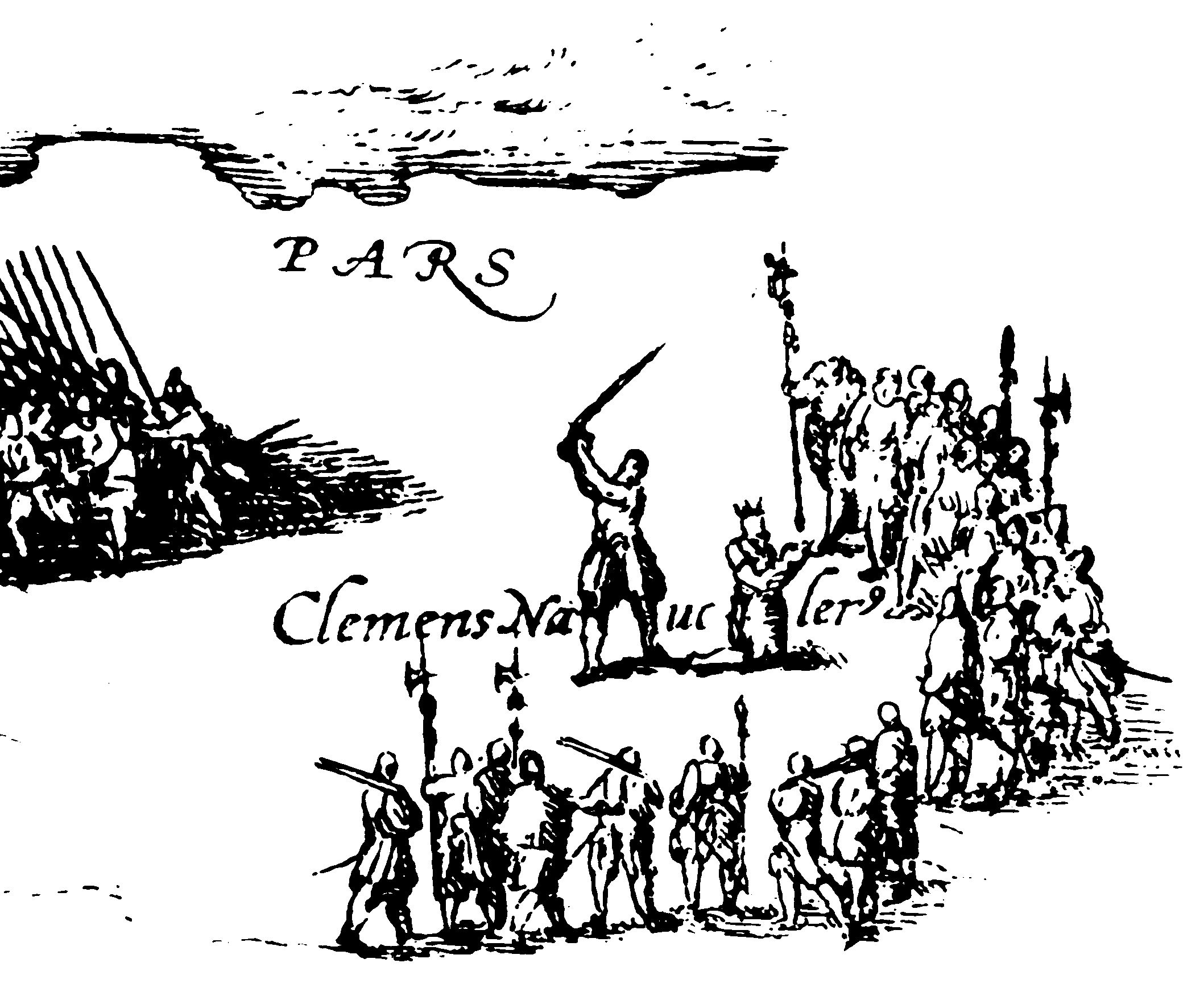
Казнь Шкипера Клемента в Виборге, 1536 (гравюра неизвестного автора, 1574)

Самые ранние торговые привилегии Ольборга датируются 1342 годом, когда король Вальдемар IV Аттердаг получил город в качестве части своего огромного приданого, женившись на Хельвиге Шлезвигской. Эти привилегии были расширены Эриком Померанским в 1430 году и Кристофером Баварским в 1441 году. Город процветал, став одной из крупнейших общин Дании. Его процветание возросло, когда в 1481 году была создана торгово-промышленная ассоциация Guds Legems Laug, способствовавшая торговле с Ганзейским союзом
особенно с 1516 года, когда Кристиан II предоставил ей монополию на засолку сельди в Лим-фьорде. Король часто посещал город, где он держал двор, и останавливался в старом Ольборге. Промысел сельди связывал Ольборг с восточным побережьем Англии, через Северное море, как в коммерческой конкуренции, так и в культурном обмене. В средние века в Ольборге был создан ряд важных учреждений, включая собор Будольфи в конце XIV века и больницу Святого Духа, монастырь и женскую обитель, основанные в 1451 году для оказания помощи нуждающимся.
В 1530 году большая часть города была уничтожена пожаром, а в декабре 1534 года он был взят штурмом и разграблен королевскими войсками после крестьянского восстания, известного как Графская распря, возглавляемого шкипером Клементом. Это привело к гибели до 2000 человек. Реформация в 1536 году привела к разрушению двух городских монастырей. В результате реформации Ольборг стал лютеранским епископством в 1554 году

### С XVII по XIX век
С 1550-х по 1640-е годы, в результате расширения внешней торговли, Ольборг наслаждался большим процветанием, уступая только Копенгагену. Население росло параллельно с развитием многих прекрасных зданий в городе, поскольку купцы извлекали выгоду из своих морских маршрутов из Норвегии в Португалию. В 1663 году город пережил еще один серьезный пожар, который уничтожил башню церкви Будольфи

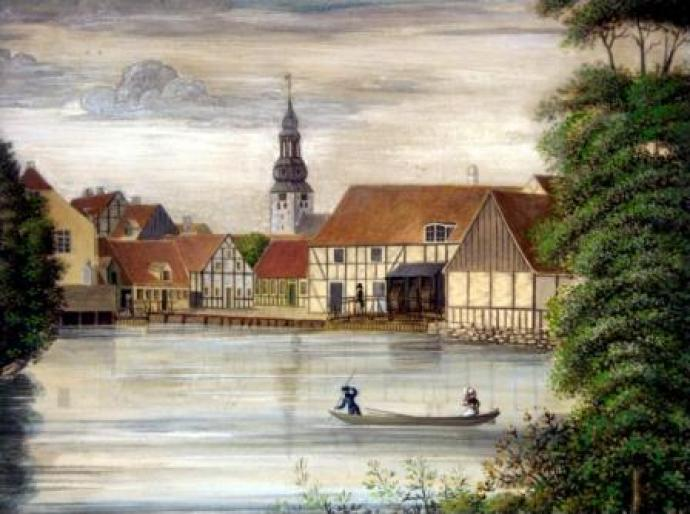
Ольборг в 1830-х годах: картина виноторговца Бока, изображающая старую водяную мельницу, на которой изображён мельничный пруд, питаемый из Эстеро

Во второй половине XVIII века Ольборг вступил в новый период процветания. В книге Эрика Понтоппидана «Датский атлас» он был описан как «после Копенгагена лучший и наиболее процветающий рыночный город Дании». Население выросло с 4160 человек в 1769 году до 5579 в 1801 году. В 1767 году в городе появилась вторая газета, когда-либо издававшаяся в Дании.
После того как Дания уступила Норвегию Швеции в 1814 году, Ольборг утратил свою важную роль центра норвежской торговли в стране. Его былое процветание также пострадало из-за трудностей с сельдяной промышленностью, поскольку рыба исчезла после того, как море прорвало Аггер Танге (который соединял Веннсюссель-Ти с остальной Ютландией на западной оконечности Лим-фьорда) во время шторма в Северном море в 1825 году. Последствия государственного банкротства в 1813 году также способствовали широкому распространению бедности в городе. В середине 19-го века Ольборг был вытеснен Орхусом как крупнейший город Ютландии. Однако к концу 19-го века произошел подъем. В 1865 году был достроен понтонный мост через Лим-фьорд, а в 1869 году железная дорога достигла города, а три года спустя был построен железнодорожный мост через пролив на Веннсюссель-Ти. Портовые сооружения также были улучшены, что сделало Ольборг вторым портом Дании. Ольборг стал основным производителем табачных изделий и спиртных напитков в стране, за которым в 1890-х годах последовали удобрения и цемент. К 1901 году население увеличилось почти до 31 500 человек.

### Индустриализация города в XX веке
Примерно в начале 20-го века в результате решений, принятых муниципалитетом, многие городские фахверковые дома были снесены. На смену им пришли сотни современных зданий, полностью изменивших облик города. Фабрики с дымящими трубами становились все более распространенными на окраинах. Среди наиболее важных были De Danske Spritfabrikker (спиртные напитки), De forenede Textilfabrikker (текстиль), Восточноазиатская компания (торговля), Dansk Eternit (строительные материалы) и табачная фабрика C.W. Obel’s (основана в 1787 году). Aalborg Portland был одним из нескольких цементных заводов, работавших в 1913 году, на которых в совокупности работало около 800 рабочих. К 1930-м годам Ольборг рекламировался как «новый центр промышленности и рабочих Дании». Перепланировка города продолжалась, и через город были проложены дополнительные магистрали. Портовые сооружения также были улучшены с помощью земснаряда и открытия новых доков. В 1933 году король Кристиан X торжественно открыл новый мост через Лим-фьорд, чтобы заменить хрупкую понтонную переправу

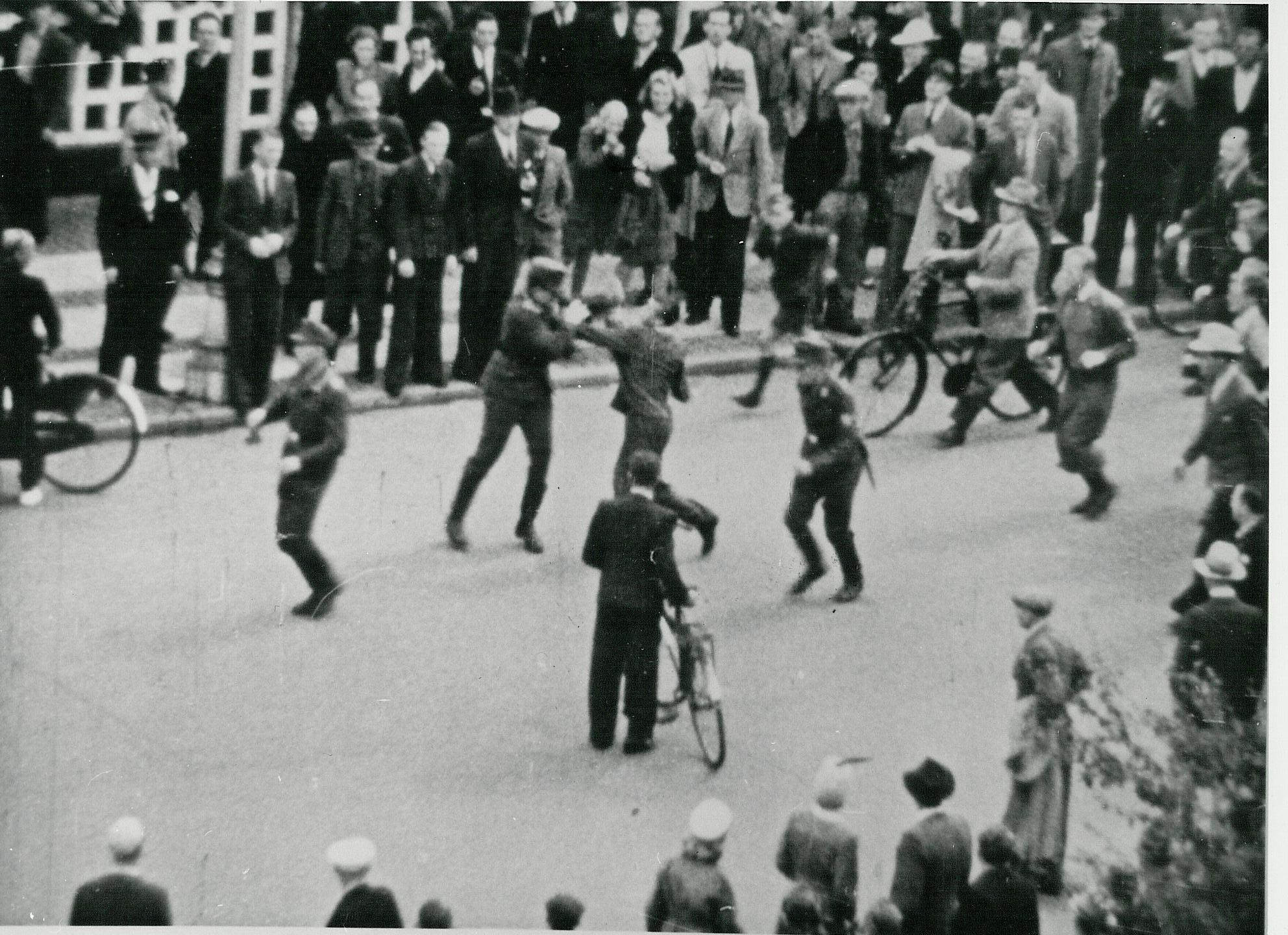
Стычка немецких солдат с жителями Ольборга в августе 1943 года

Аэропорт Ольборг, официально открытый в 1938 году благодаря успеху цементной промышленности, фактически выполнял рейсы в Копенгаген с 1936 года. Во время немецкого вторжения в Данию в 1940 году аэропорт был захвачен немецкими десантниками в ночь на 21 апреля в качестве базы для немецких самолетов, летавших в Норвегию. 13 августа 1940 года дюжина бомбардировщиков «Бристоль Бленхейм» из 82-й эскадрильи Королевских военно-воздушных сил атаковала аэродром люфтваффе, став одним из самых неудачных налётов Королевских ВВС за всю войну. Один бомбардировщик повернул обратно из-за проблем с топливом, но все остальные 11 были сбиты немецкими истребителями и (или) зенитными батареями в течение 20 минут. После войны Королевские военно-воздушные силы уничтожили все немецкие объекты, включая самолеты, ангары и оборудование, но оставили пассажирские помещения нетронутыми.
К 1960 году Ольборг стал известен как «город дымящихся труб», где половина жителей работала в промышленности. Десять лет спустя население Ольборга выросло примерно до 97 000 жителей.

### Современная история
Значение промышленности Ольборга начало снижаться в 1970-х годах, что привело к сокращению населения города примерно до 1990 года, когда оно снова начало увеличиваться. К 2000 году на долю сферы услуг и образования приходилось около 60 процентов рабочей силы, отчасти в результате основания Ольборгского университета (AAU) в 1974 году. С 1970 года Ольборг и северный пригород Нёрресундби стали крупным административным центром, отчасти благодаря офисам региона Нордьюлланд, расположенным на востоке города. В дополнение к крупным промышленным компаниям, включая Aalborg Portland, единственную компанию по производству цемента в стране, и компанию по производству строительных изделий Eternit, было создано множество малых и средних предприятий. Сектор телекоммуникаций и информационных технологий развивался при поддержке Ольборгского университета и парка знаний Северной Ютландии NOVI

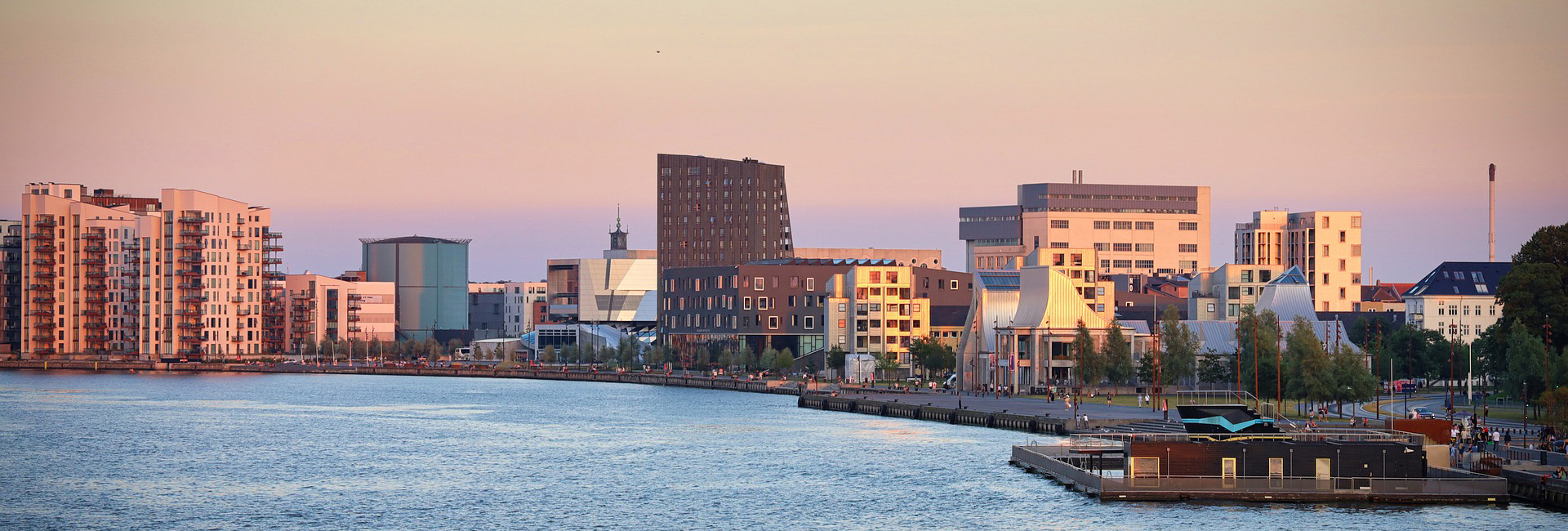
Набережная Ольборга на закате (2020)

Первая европейская конференция по устойчивому развитию городов состоялась в Ольборге в 1994 году. На ней бал принята Ольборгскую хартию, которая обеспечивает основу для обеспечения устойчивого развития на местном уровне и призывает местные власти участвовать в местных процессах Повестки дня на XXI век. Четв’ртая Европейская конференция по устойчивому развитию городов, состоявшаяся в Ольборге в 2004 году, приняла более жёсткие обязательства по устойчивому развитию на местном уровне. В настоящее время обязательства подписали 650 местных органов власти, в то время как более 2500 подписали более раннюю Ольборгскую хартию

## Физико-географическая характеристика

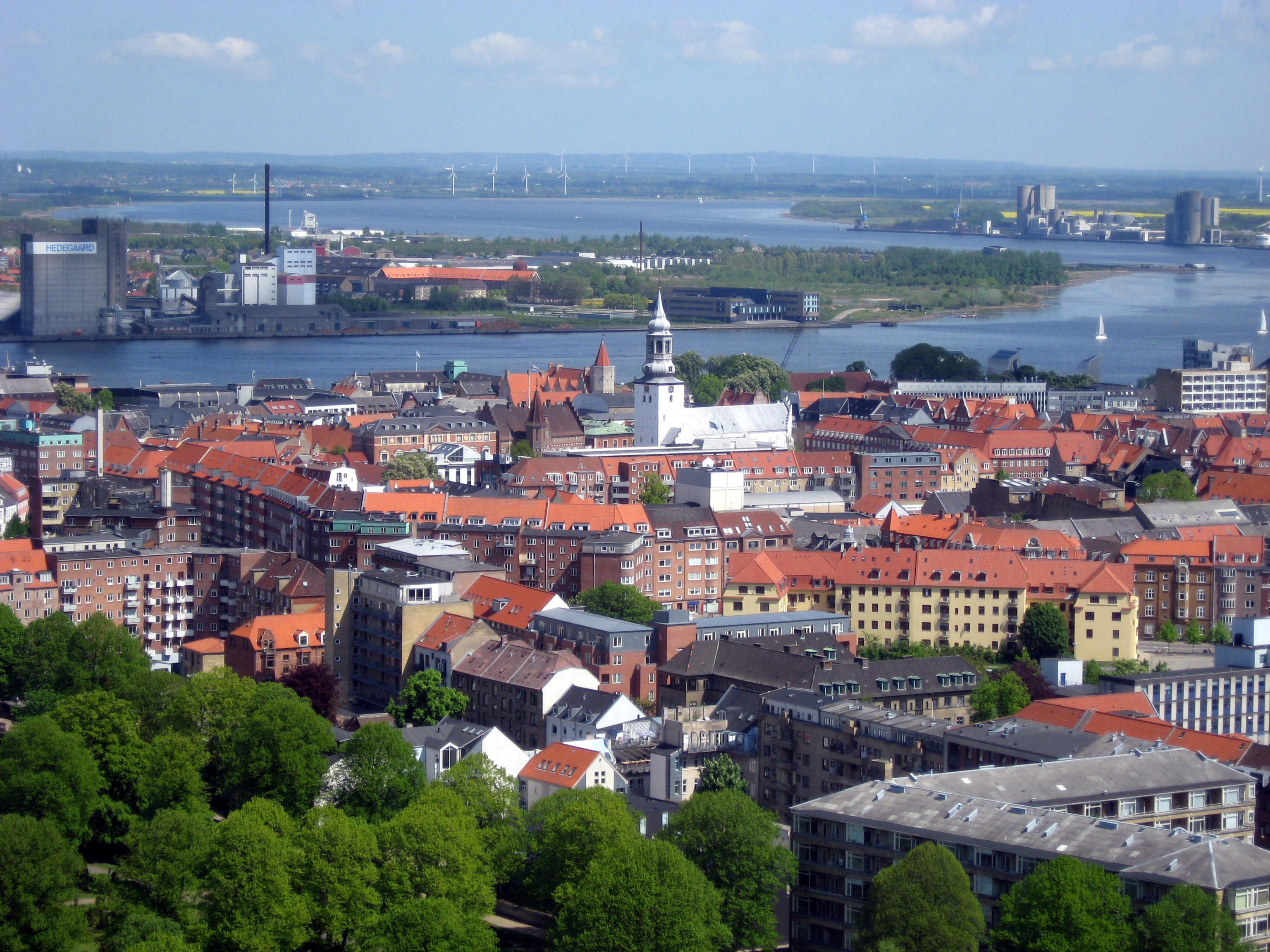
Вид на Ольборг и Лим-фьорд с запада

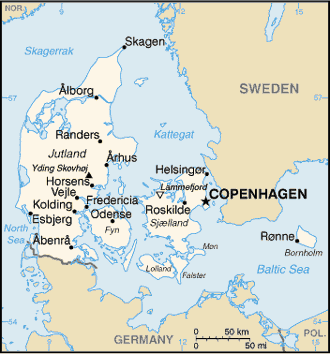
Расположение Ольборга на карте Дании

Ольборг находится в Северной Ютландии (северо-западная Дания), в самом узком месте Лим-фьорда, мелководного пролива, который отделяет остров Веннсюссель-Ти от остальной части полуострова Ютландия и соединяет Ольборг с Каттегатом примерно в 35 километрах (22 милях) к востоку. Ольборг находится в 118 км к северу от Орхуса, в 82 км к северу от Раннерса и в 64 км к юго-западу от Фредериксхавна, 414 км от Копенгагена (по фиксированному маршруту через мост Большой Бельт).
Район, прилегающий к набережной, низменный, с высотой в среднем около 5 метров, но в городе и его окрестностях есть много холмов, некоторые из которых достигают более 60 м. Нёрресундби, расположенный на северной стороне пролива, также представляет собой холмистую местность. Деревни к югу от Ольборга с запада на восток включают Фрейлев, Свенструп и Гиструп (которые включают обширные лесные массивы на юге, а также гольф-клуб). Кларуп и Сторворде лежат на юго-востоке вдоль дороги 595, которая, огибая участок Лим-фьорда, известный как Лангерак, ведет к городу Халс. Нибе с гаванью на Лим-фьорде находится в 21 километре (13 милях) к юго-западу, за деревней Фрейлев. Нибе Бродс (Nibe Bredning) в Лим-фьорде не только имеет самые большие заросли взморника в датских водах, но и является важным убежищем для тысяч перелётных птиц.
В регионе Химмерланд на юге до сих пор сохранилось несколько вересковых пустошей, которые когда-то образовывали обширную пустошь, простирающуюся на 35 км до леса Ролд близ Ардена. Холмы Ребилд в Рольдском лесу простираются на 425 акрах (172 га) холмистой вересковой местности примерно в 30 километрах к югу от Ольборга. Расположенное к юго-востоку от Ольборга болото Лилль-Вильдмос (Lille Vildmose) считается крупнейшим верховым болотом в Северо-Западной Европе

### Климат
Согласно классификации климатов Кёппена Ольборг имеет морской климат (Cfb), с коротким, мягким летом и продолжительной, умеренно холодной зимой.
| Показатель | Янв.  | Фев.  | Март  | Апр. | Май  | Июнь | Июль | Авг. | Сен. | Окт. | Нояб. | Дек. | Год   |
| --- | ----- | ----- | ----- | ---- | ---- | ---- | ---- | ---- | ---- | ---- | ----- | ---- | ----- |
| Абсолютный максимум, °C | 10,5  | 11,5  | 18,8  | 25,5 | 27,5 | 30,9 | 35,1 | 34,4 | 27,8 | 22,3 | 15,2  | 11,2 | 35,1  |
| Средний суточный максимум, °C                                                                                                 | 2,4   | 2,6   | 5,3   | 10,0 | 15,5 | 18,6 | 20,7 | 20,4 | 16,0 | 11,5 | 6,7   | 3,7  | 11,1  |
| Средняя температура, °C | 0,2   | 0,3   | 2,3   | 5,9  | 10,9 | 14,0 | 16,0 | 15,7 | 12,2 | 8,5  | 4,2   | 1,6  | 7,6   |
| Средний суточный минимум, °C                                                                                                  | −2,4  | −2,3  | 0,7   | 1,9  | 6,3  | 9,8  | 11,9 | 11,4 | 8,5  | 5,1  | 1,5   | −1   | 4,2   |
| Абсолютный минимум, °C | −25,2 | −19,4 | −25,6 | −8,1 | −2,1 | 2,0  | 4,2  | 3,7  | −2,3 | −5,8 | −16,4 | −23  | −25,6 |
| Норма осадков, мм | 45,8  | 29,6  | 37,8  | 30,8 | 42,3 | 55,5 | 51,4 | 58,1 | 71,3 | 66,4 | 56,3  | 52,8 | 600,1 |
| Источник: Danish Meteorological Institute (humidity 1961–1990). Danish Climatological Normals 1971–2000 for selected stations |       |       |       |      |      |      |      |      |      |      |       |      |       |

В Ольборге прохладно большую часть года, со средними высокими температурами около 20 °C и минимумами 11 °C летом. Средние зимние температуры от −3 до 2 °C, в самые холодные месяцы в январе и феврале температура редко опускается ниже −15 °C (5 °F). Самыми теплыми месяцами обычно являются июль и август, со средней температурой 16 °C (61 °F), но к октябрю температура в среднем достигает 9 °C . В июне в среднем самое большое количество солнечных часов — 218, за ним следуют май и июль. Осадки довольно равномерно распределяются в течение всего года, в среднем 76 мм в октябре, обычно самом влажном месяце со средним количеством осадков в 14 дней, и в среднем 35 мм (1 дюйм) в феврале, обычно самом сухом месяце со средним количеством осадков в восемь дней. количество осадков, за которым вскоре последует апрель.

## Население
| 1672     | 1769     | 1787     | 1801     | 1834     | 1845     | 1860     | 1870     | 1880     |
| -------- | -------- | -------- | -------- | -------- | -------- | -------- | -------- | -------- |
| 4181     | ↗4425    | ↗4866    | ↗5579    | ↗7048    | ↗7477    | ↗10 069  | ↗11 721  | ↗14 152  |
| 1890     | 1901     | 1911     | 1921     | 1930     | 1940     | 1950     | 1960     | 1970     |
| ↗19 503  | ↗31 457  | ↗38 415  | ↗48 239  | ↗59 091  | ↗74 681  | ↗87 883  | ↗96 436  | ↗100 587 |
| 1976     | 1981     | 1986     | 1990     | 1994     | 1998     | 2002     | 2006     | 2010     |
| ↘94 994  | ↗114 302 | ↘113 650 | ↘113 599 | ↗119 157 | →119 157 | ↗120 359 | ↗121 540 | ↗123 432 |
| 2012     | 2017     | 2025     |          |          |          |          |          |          |
| ↗128 644 | ↘113 417 | ↗121 878 |          |          |          |          |          |          |

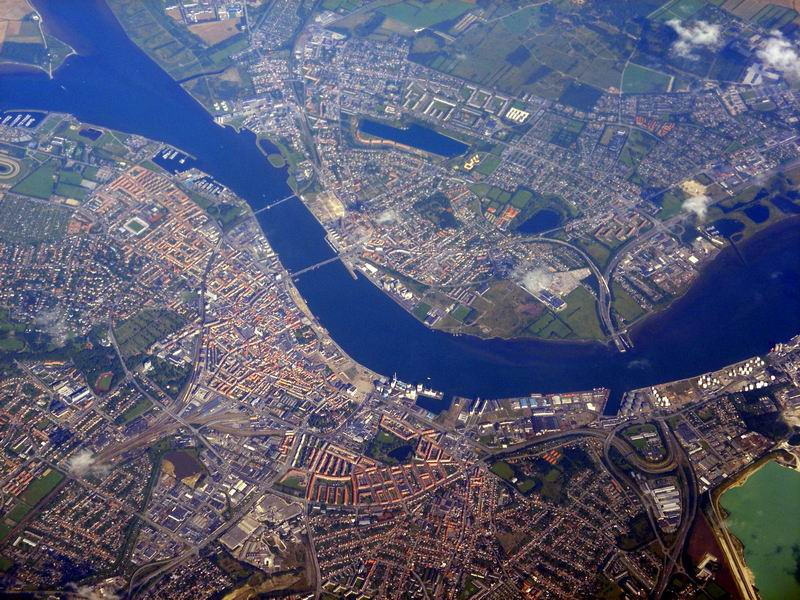
Ольборг и его город-спутник, Нёрресундби (расположен к северу), спутниковый снимок

Ольборг был крупнейшим городом Ютландии, пока в середине XIX века его не превзошел Орхус. В 1672 году в нем проживал 4181 житель, население города росло медленно в течение XVIII века: 4425 в 1769 году, 4866 в 1787 году и 5579 к 1801 году. К 1845 году насчитывалось 7477 жителей, к 1860 году численность населения увеличилась до 10 069. Резкий рост начался в конце XIX века, с увеличением с 14 152 человек в 1880 году и до 31 457 в 1901 году. К 1930 году население выросло до 59 091 человека, хотя эта цифра была увеличена за счет присоединения пригородов Нерре Трандерса, Рордала Фабриксбю, Эстера Сундбю и Эстера Уттрупа.
В 1950 году население города достигло 87 883 человек, а к 1970 году — 100 587. В 1976 году произошло временное сокращение численности населения до 94 994 человек, но в 1981 году, после присоединения Нёрресундби, оно выросло до 114 302 человек. С тех пор население неуклонно росло; согласно переписи населения на 1 января 2009 года, в Ольборге проживал в общей сложности 122 461 житель, из них 101 497 проживали в самом городе и 20 964 — в независимом пригороде Нёрресундби.
По состоянию на 2021 год общая численность населения города составляла 142 561 человек (118 871 в самом городе и 23 690 в Нёрресундби), что делает его четвертым по численности населения в Дании после Копенгагена, Орхуса и Оденсе. Статистика за 2016 год показала, что в муниципалитете Ольборг проживало 210 316 человек

## Промышленность
Ольборг остается промышленным и коммерческим центром Дании, экспортирующим зерно, цемент и рыбу, однако многие предприятия в городе были закрыты в недавние годы, либо по причине банкротства, либо из-за переезда в другие страны.
В Ольборге действует De Danske Spritfabrikker’s («Датский спиртоперерабатывающий завод») — крупнейшее в мире предприятие, производящее крепкий алкоголь — аквавит, который поставляется более, чем в 140 стран.
Компания Aalborg Industries производит в Ольборге судовые паровые котлы.
В Ольборге размещено производство лопастей для ветроэнергетических установок компании Siemens Wind Power A/S (ранее Bonus A/S), входящей в состав Siemens AG.
Ольборг также является центром телекоммуникационной промышленности. До недавнего времени в Ольборге располагалось одно из подразделений Siemens Mobile (теперь — BenQ). Центр в Ольбо (программисты) куплен Motorola.

## Культура
В последние выходные мая в городе проводится ежегодный Ольборгский карнавал. Он состоит из трех мероприятий: детского карнавал(дат. Børnekarneval), битвы карнавальных оркестров и собственно карнавала. Привлекающий около 100 000 посетителей, это самый большой карнавал в Скандинавии и один из крупнейших в Северной Европе. Рынок Хьяллеруп в Хьяллерупе, примерно в 20 километрах (12 милях) к северо-востоку от Ольборга, является одним из старейших и крупнейших рынков Дании и крупнейшим конным рынком в Европе. Проводится в течение трех дней в начале июня, ежегодно он привлекает более 200 000 человек и 1200 лошадей..

### Музеи

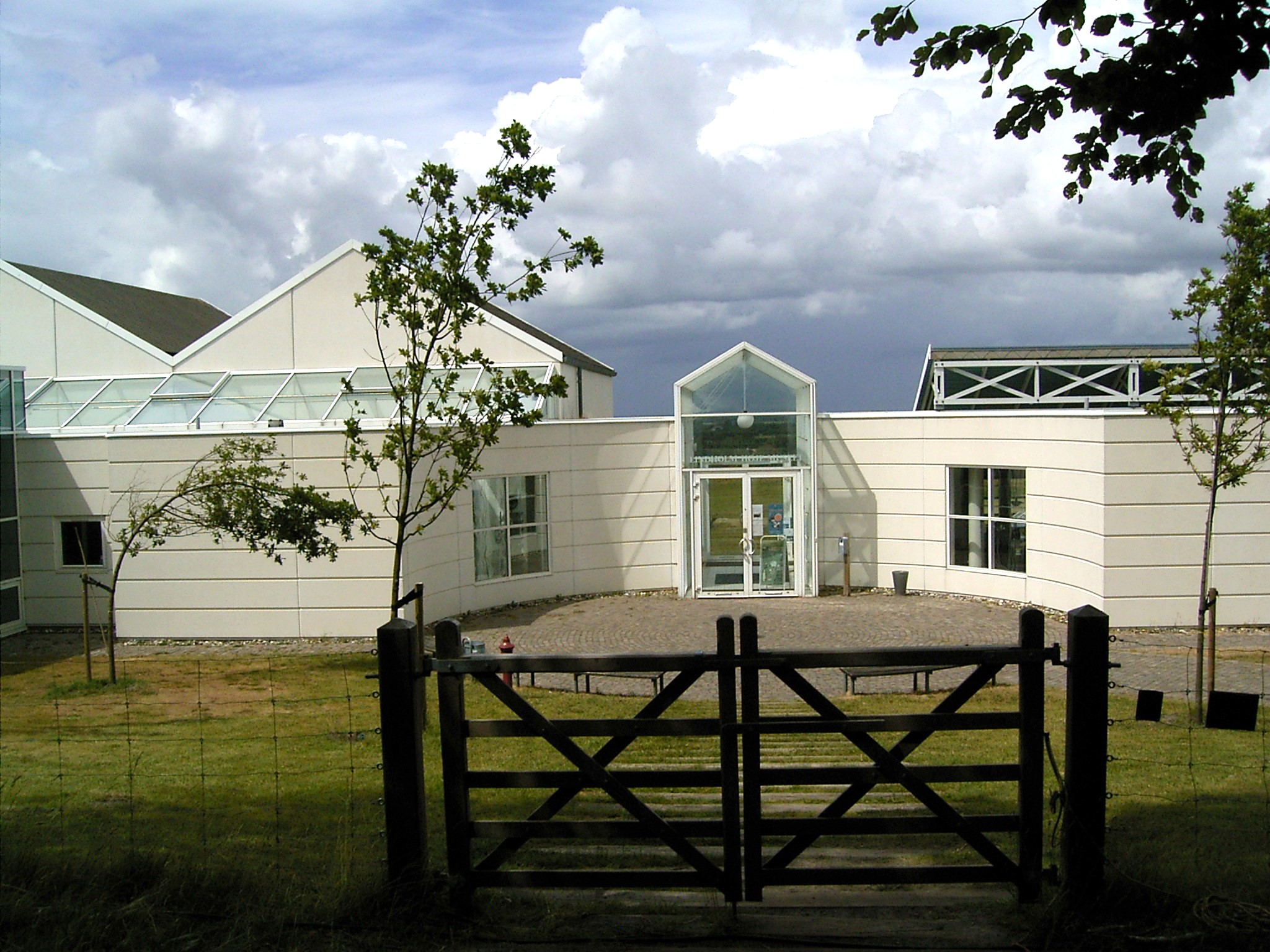
музей Линдхольм-Хёйе

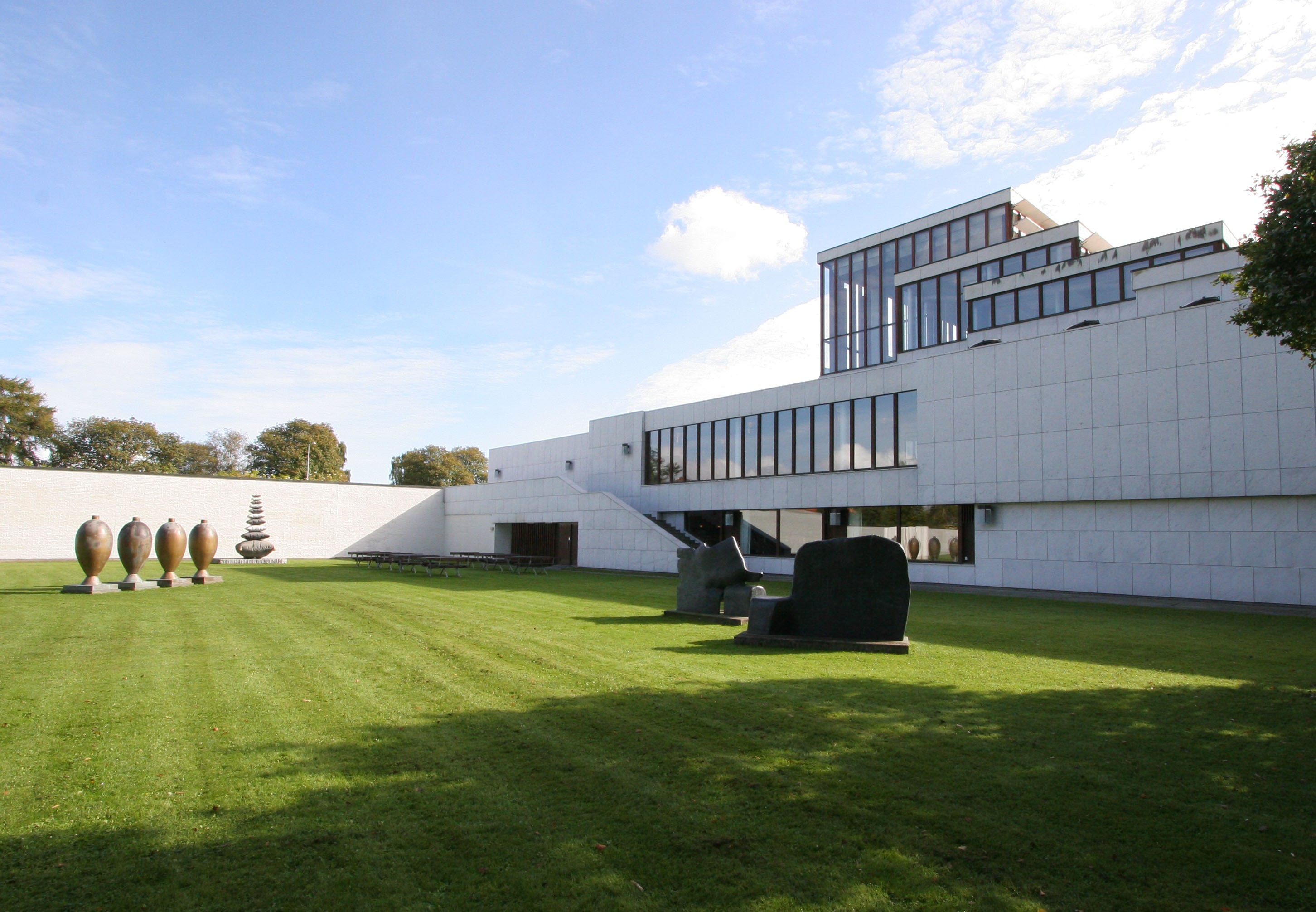
Музей современного искусства и его сад скульптур

В городе есть различные музеи. Исторический музей Ольборга был основан в 1863 году, что делает его одним из первых провинциальных музеев в стране. Исторический музей Северной Ютландии провел серию археологических раскопок в 1950-х годах в Линдхольм-Хёйе, выявив древние захоронения. В 1992 году здесь был открыт музей Линдхольм Хёйе, который был расширен в 2008 году. Проведенные в 1994 и 1995 годах раскопки на месте монастыря Грейфрайарс привели к созданию подземного музея Gråbrødrekloster в центре города Спрингерен — Центр морских впечатлений — это морской музей на городской пристани с широким спектром экспонатов, включая «Спрингерен», старую датскую подводную лодку, откуда и ее название. Музей обороны Ольборга и гарнизона документирует оборону Дании во время Второй мировой войны, а также историю города Ольборгского гарнизона с 1779 года. узей современного искусства КУНСТЕН Ольборг был построен с 1958 по 1972 год, коллекция музея состоит примерно из 1500 предметов искусства, включая картины, скульптуры и другие медиа

### Музыка
Ольборгский симфонический оркестр (дат. Aalborg Symfoniorkester), основанный в 1943 году, дает около 150 концертов в год, в том числе в Ютландской оперной труппе (датский: Den Jyske Opera, также базирующейся в Ольборге) и в Королевском датском театре в Копенгагене. Это один из главных организаторов 10-дневного Ольборгского оперного фестиваля, который проводится каждый март.. В Ольборге есть джаз-клуб Jazzclub Satchmo и ежегодный фестиваль джаза и блюза (дат. Den Blå Festival). В течение четырех дней в середине августа на площадях, на улицах, в кафе и ресторанах проводятся концерты. С 2012 года в первые выходные августа проводится Эгхольмский фестиваль, небольшой музыкальный фестиваль на острове Эгхольм близ Ольборга. В нем представлены относительно неизвестные будущие исполнители поп-музыки, рока и хип-хопа. Фестиваль располагает двумя складскими помещениями и был организован Музыкальной ассоциацией Ольборга (МУЗЕЙ) и Aalborg Events.

## Образование

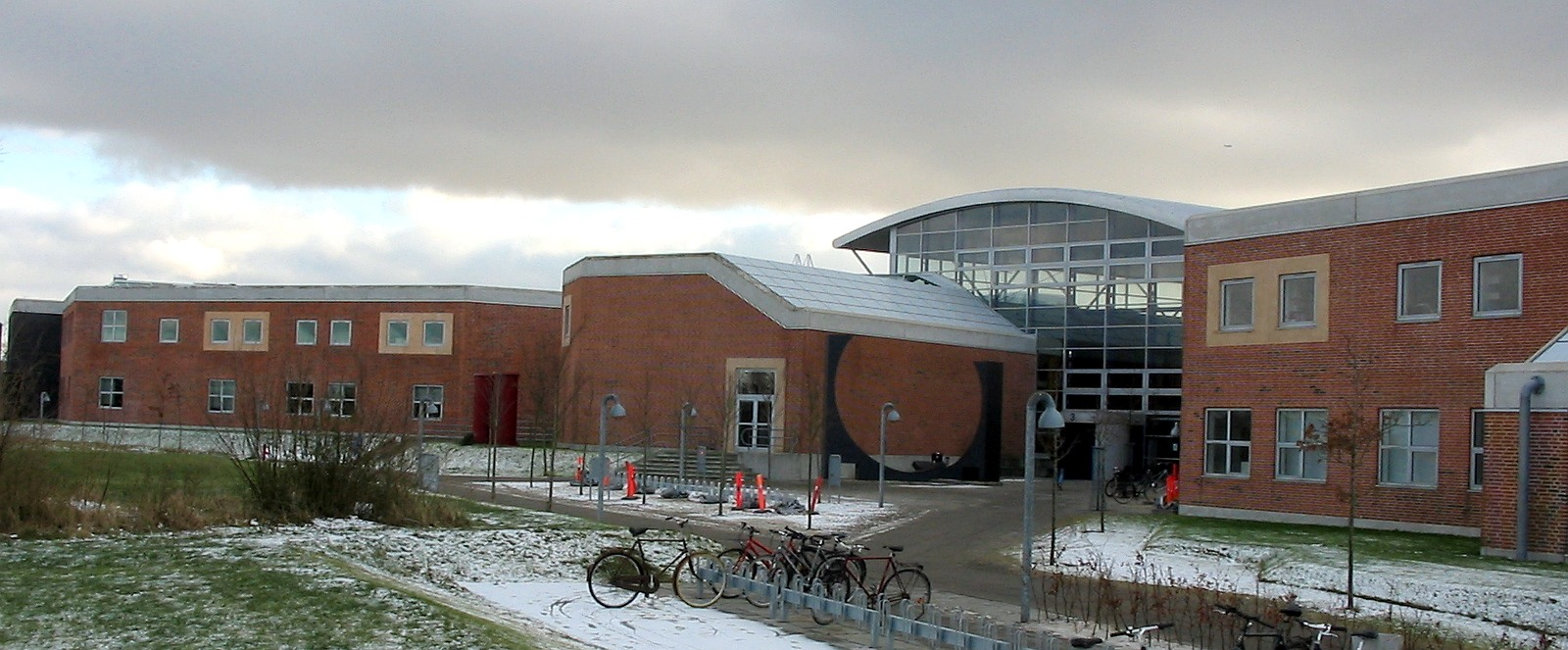
Ольборгский университет (AAU), восточный кампус

Крупнейшим университетом Ольборга является Ольборгский университет (AAU), основанный в 1974 году. В нем обучается (по состоянию на 2012 год) более 17 000 студентов и более 3000 сотрудников. В 1995 году Ольборский университет объединился с инженерным колледжем Эсбьерга. Университет с самого начала пытался «разработать более „актуальную“ форму образования, чем та, которую тогда предлагали признанные университеты». Университет стремился развить то, что известно как «контекстуальные знания», форму проблемно-ориентированного обучения, основанного на проектной работе, проводимой студентами, а не на учебной программе, ориентированной на традиционные академические дисциплины.
Университетский колледж Северной Дании является одним из семи новых региональных организаций (дат. professionshøjskoler) различных учебных заведений Дании, предлагающих курсы, как правило, на уровне бакалавриата. Королевская школа библиотечных и информационных наук (RSLIS) предоставляет высшее образование в области библиотечных и информационных наук; один из двух ее факультетов находится в Ольборге. Технический колледж Ольборга, в котором обучается около 4500 студентов в год и работает 700 сотрудников, предлагает широкий спектр профессионального обучения и управляет гимназией Ольборг Текниске. Бизнес-колледж Ольборга предоставляет базовую подготовку в области розничной торговли для частных предприятий и государственного сектора, включая курсы, охватывающие информационные технологии, экономику, продажи и коммуникацию, а также языки.
На острове Эгхольм находится бывшая Эгхольмская школа, которая была закрыта в 1972 году, когда было налажено паромное сообщение с Ольборгом и дети на острове начали посещать Вестеркаретскую школу в Ольборге. Сегодня старая школа на Эгхольме управляется городом Ольборг как школьный лагерь с 18 койко-местами и удобствами для 60 человек >.

## Города-побратимы
- Алмере, Нидерланды (1984)[65]
- Антиб, Франция (1967)[66]
- Бюдельсдорф, Германия (2007)[67]
- Варна, Болгария (1976)[68]
- Вильнюс, Литва (1979)[69][70][…]
- Висмар, Германия (1961)[71]
- Гдыня, Польша (1966)[72][73][…]
- Голуэй, Ирландия (1997)[74]
- Жюан-ле-Пен[вд], Франция
- Иллоккортоормиут, Гренландия
- Инсбрук, Австрия (13 марта 1982)[75][76]
- Калининград, Россия (2000)[77]
- Карлскуга[вд], Швеция (1963)[78]
- Ланкастер, Великобритания (1977)[79]
- Лерум, Швеция (2007)[80]
- Липери, Финляндия (2007)[81]
- Нордуртинг, Исландия (1966)[82]
- Нуук, Гренландия
- Орса[вд], Швеция (2007)[83]
- Осьно-Любуске, Польша (2007)[84]
- Пушкин, Россия (1971)[85]
- Рапперсвиль-Йона, Швейцария (1968)[86]
- Расин, США (1965)[87]
- Рендал, Норвегия (2007)[88]
- Рендсбург, Германия (1967)[89]
- Рига, Латвия (1989)[90]
- Рийхимяки, Финляндия (1961)[91]
- Сермерсоок, Гренландия (1963)[92]
- Солванг, США (1971)[93]
- Тулча, Румыния (1970)[94]
- Уруст, Швеция (2007)[95]
- Фредрикстад, Норвегия (1951)[96]
- Фуглафьёрдур, Фарерские острова (1987)[97]
- Хайфа, Израиль (1972)[98]
- Хусавик, Исландия
- Хэфэй, Китай (1986)[99]
- Эдинбург, Великобритания (1964)[100][101][…]

## Галерея

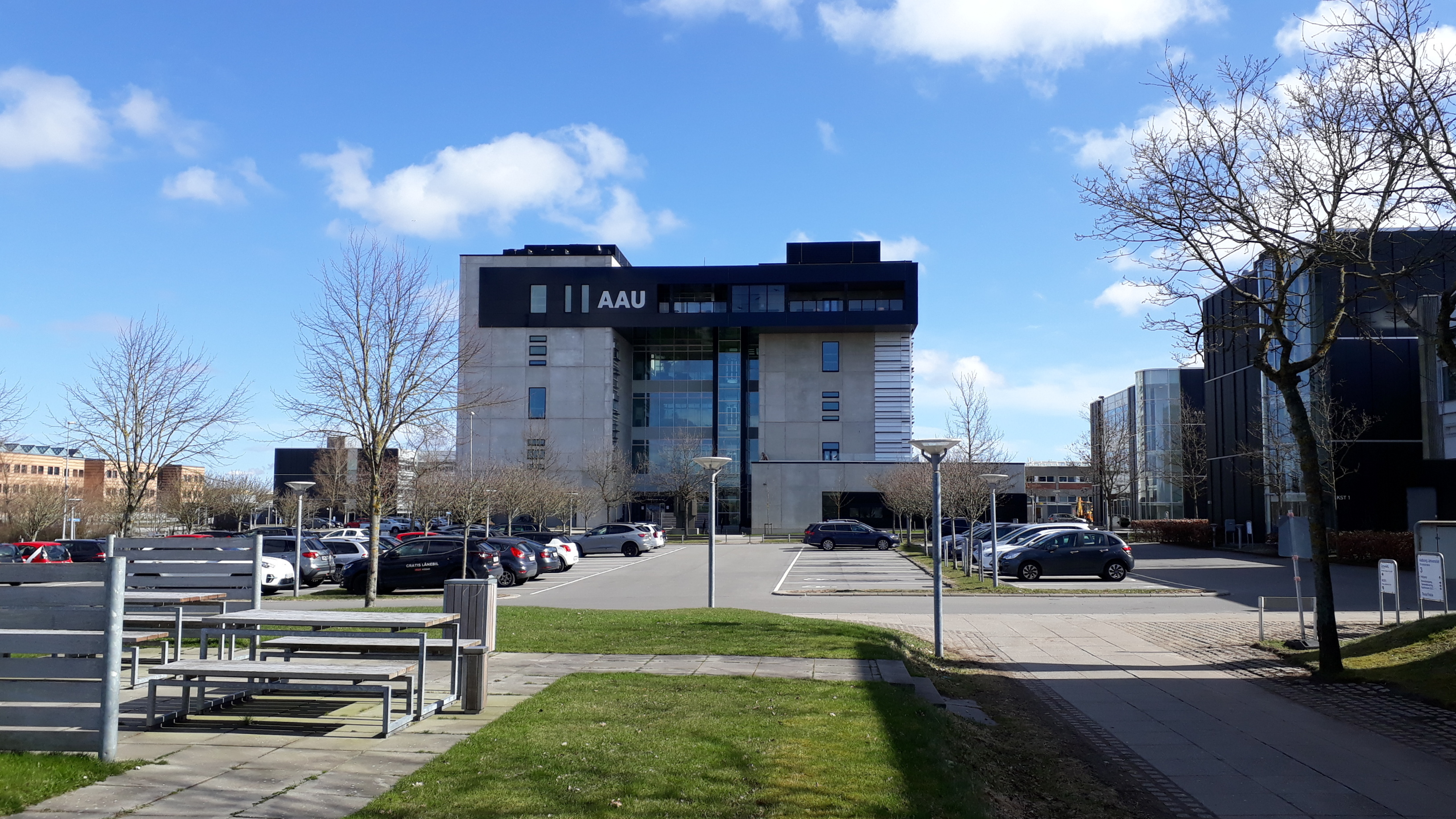
Ольборгский университет, Восточный кампус
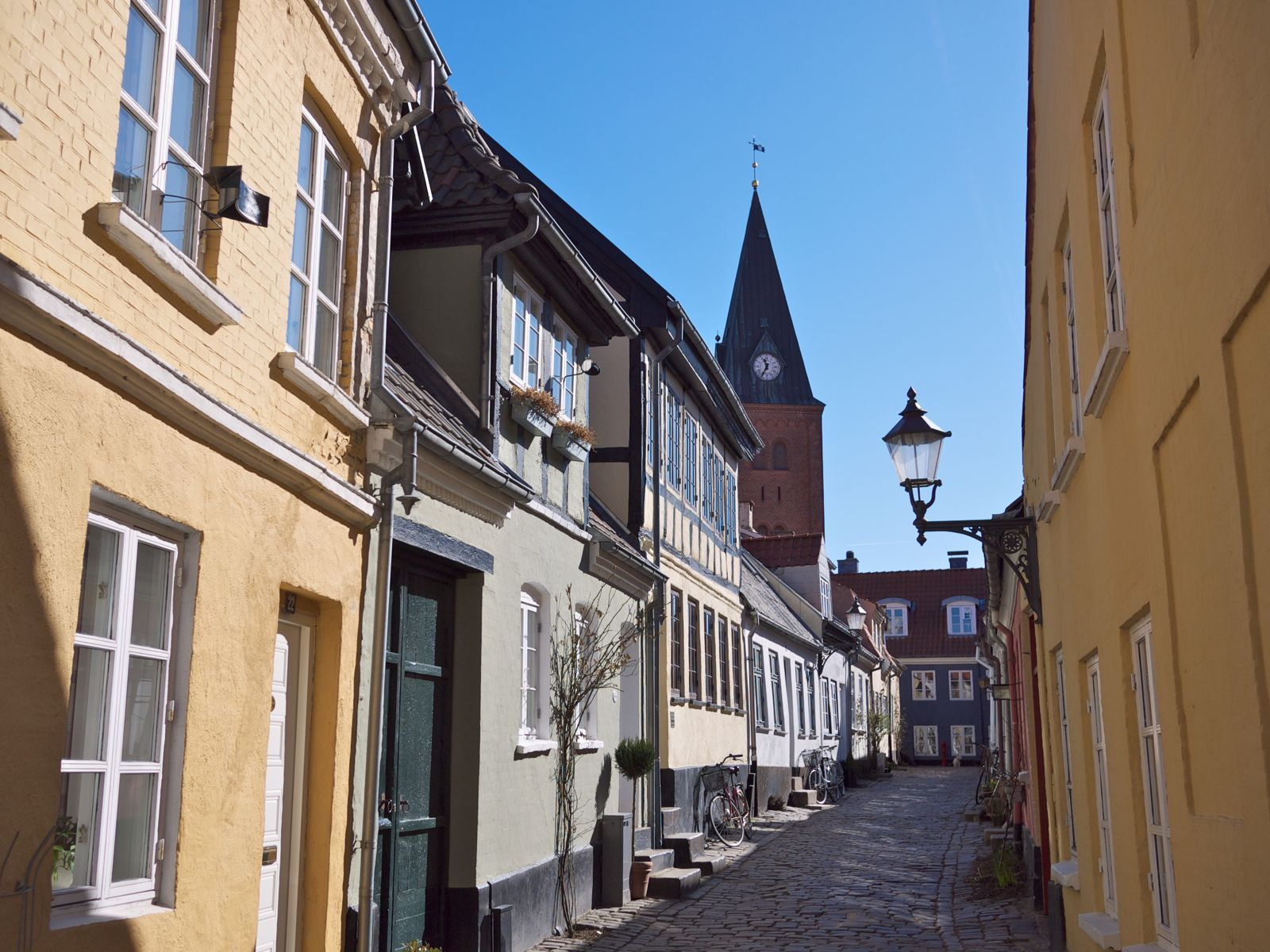
Хьельмерсталд
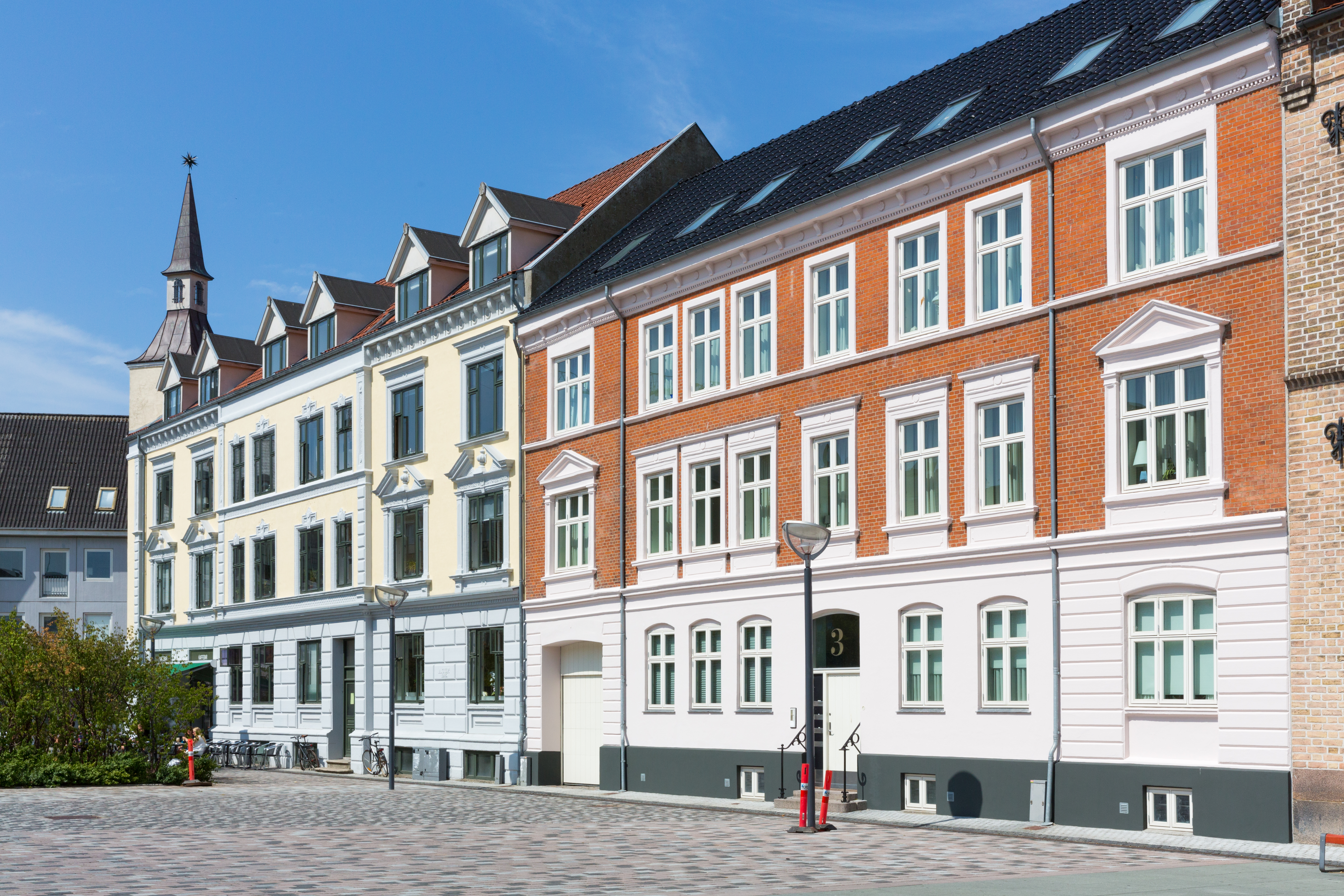
Северо-западная часть Габельс Торв
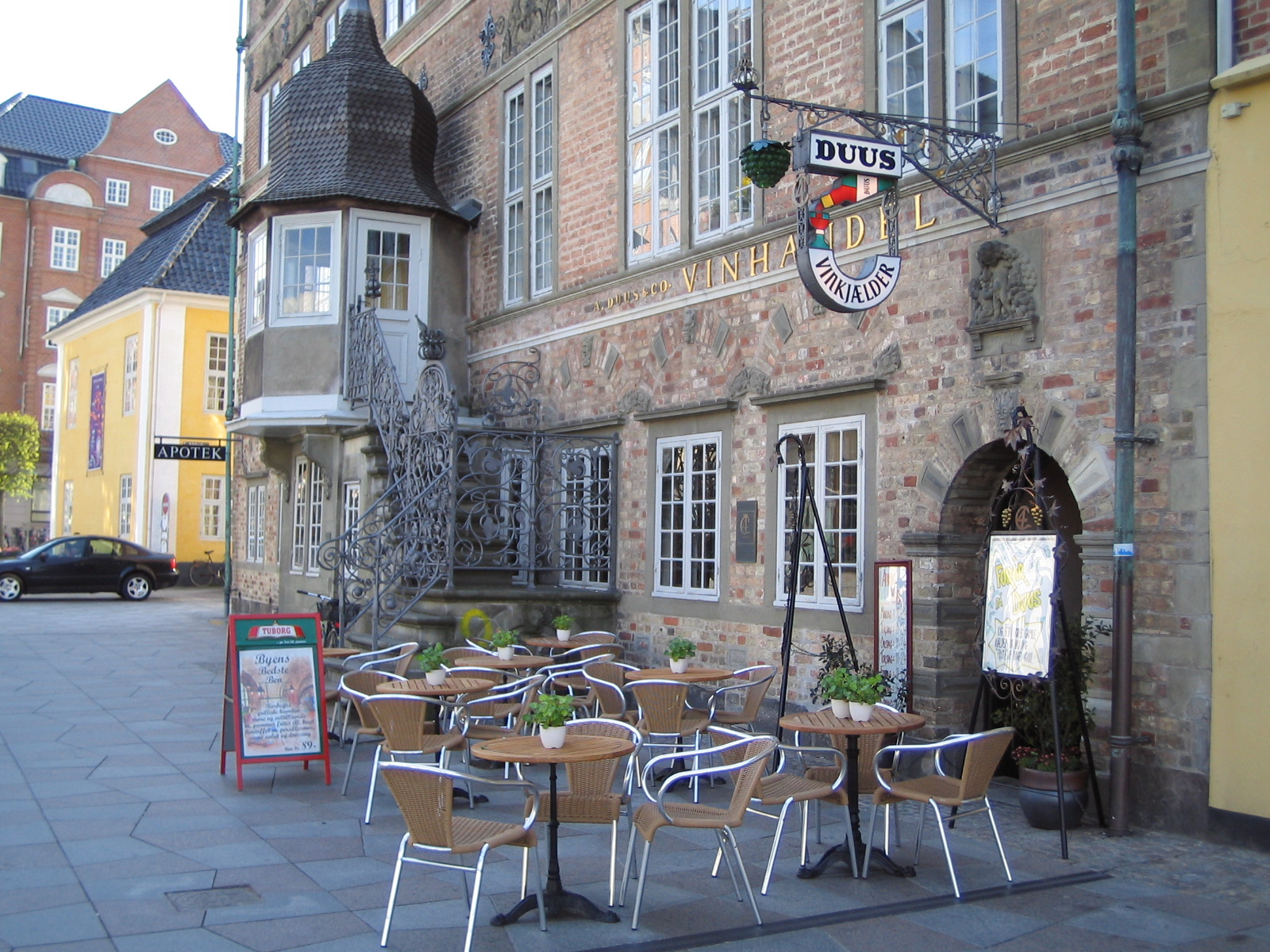
Один из старых ресторанов (и винных погребов)
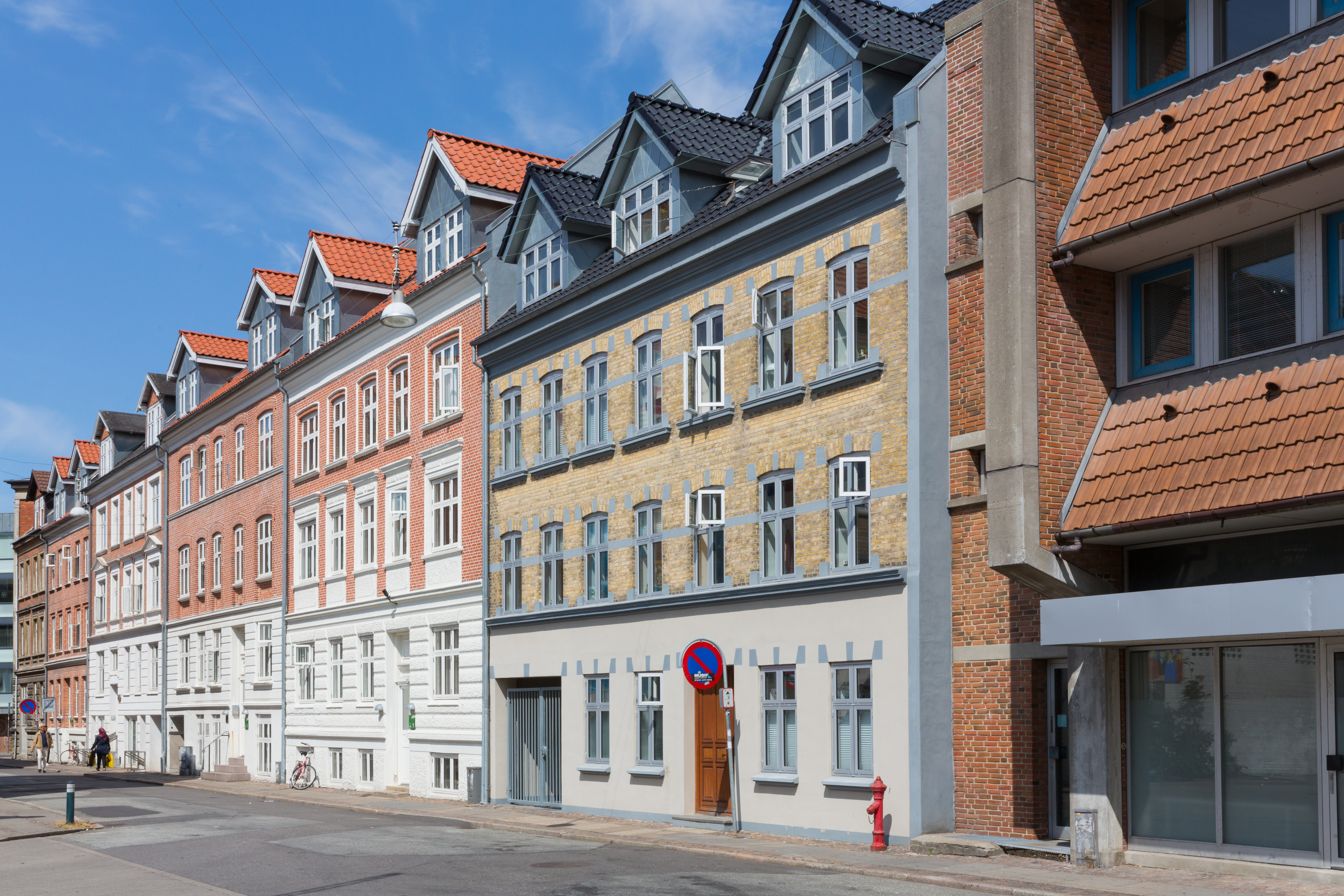
Восточная часть Корсгаде
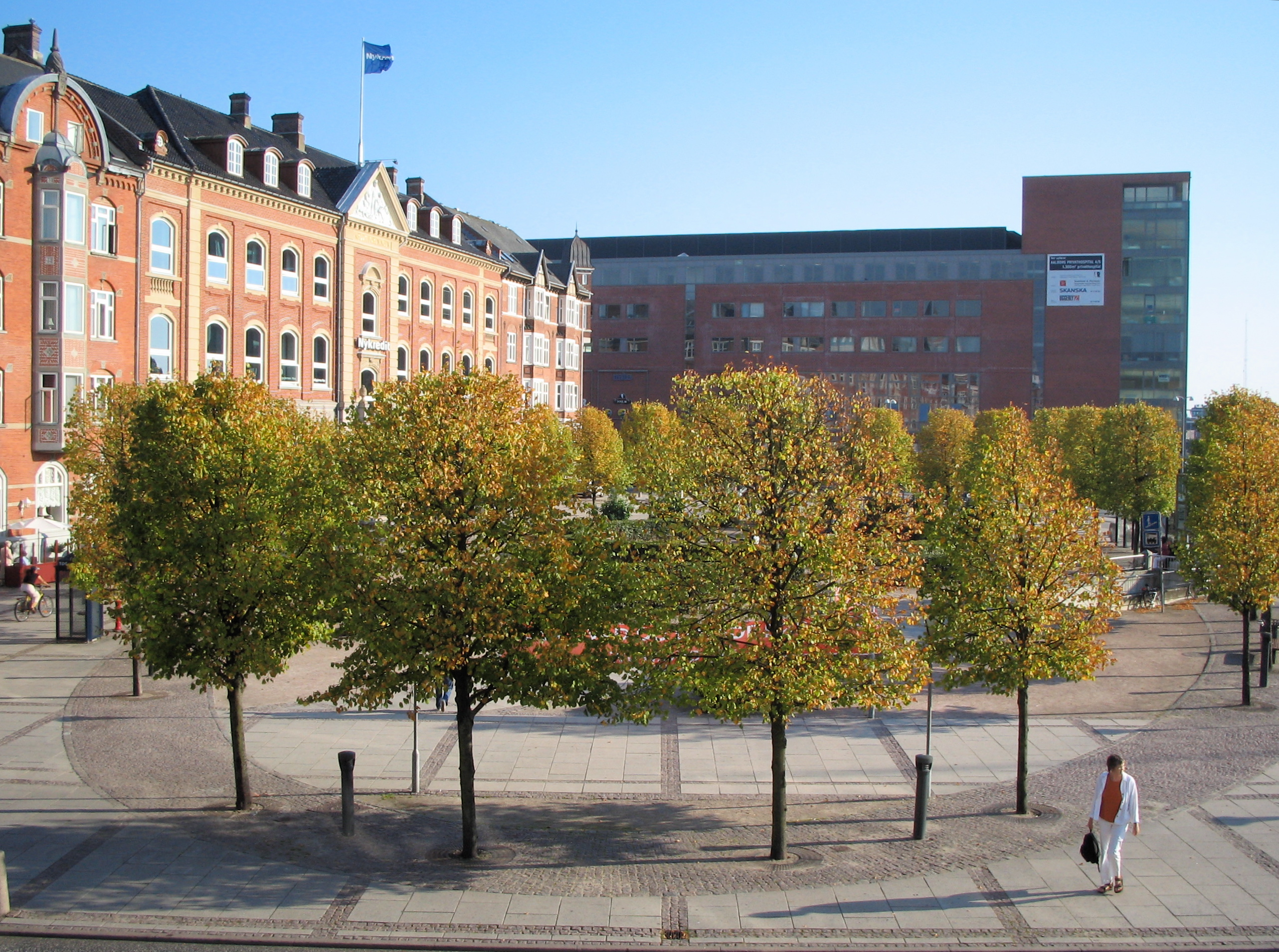
Площадь Джона Ф. Кеннеди возле железнодорожного вокзала
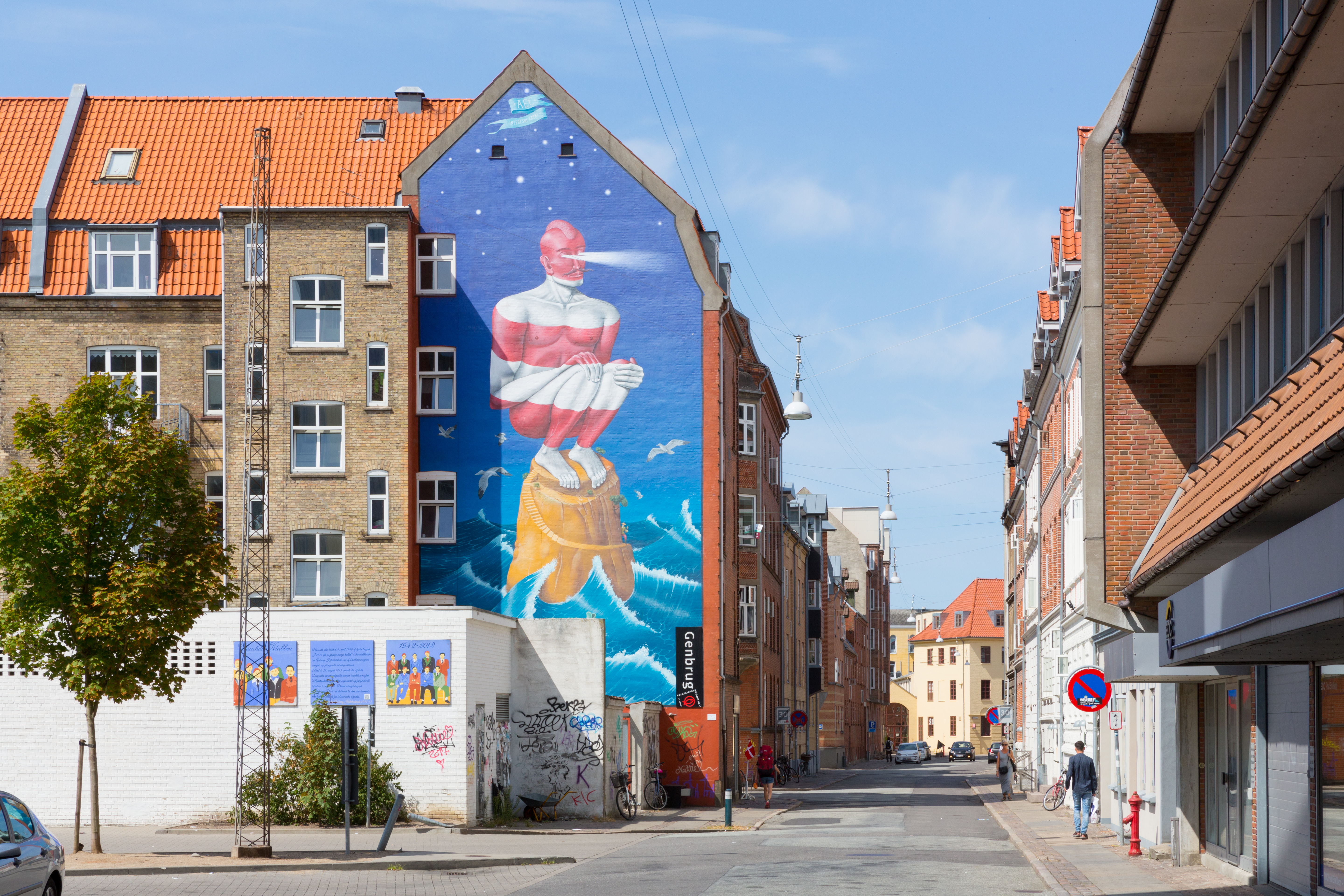
Хольбергсгаде 1 и Корсгаде
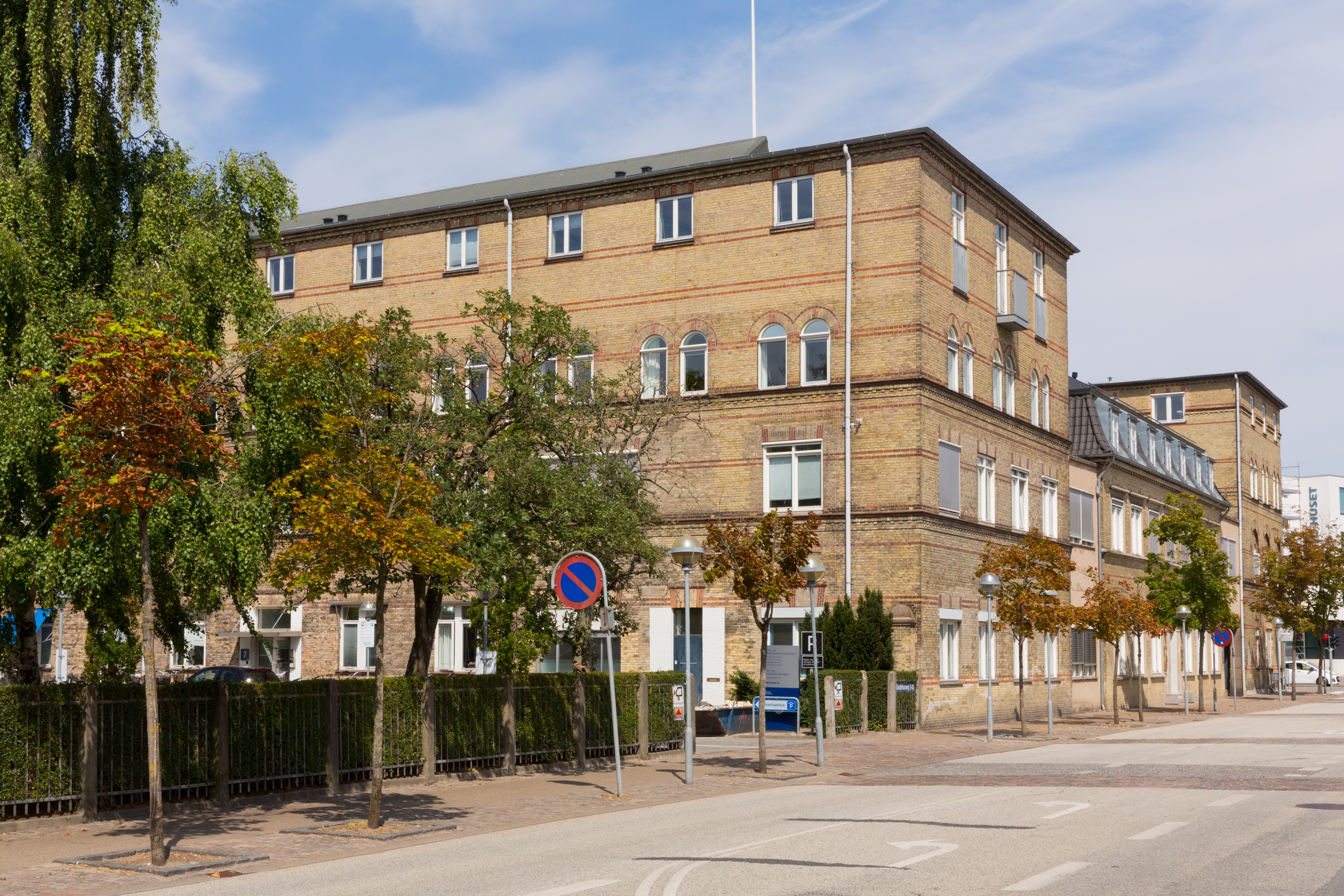
Здание суда в Ольборге и Базисный комплекс Ольборгского университета
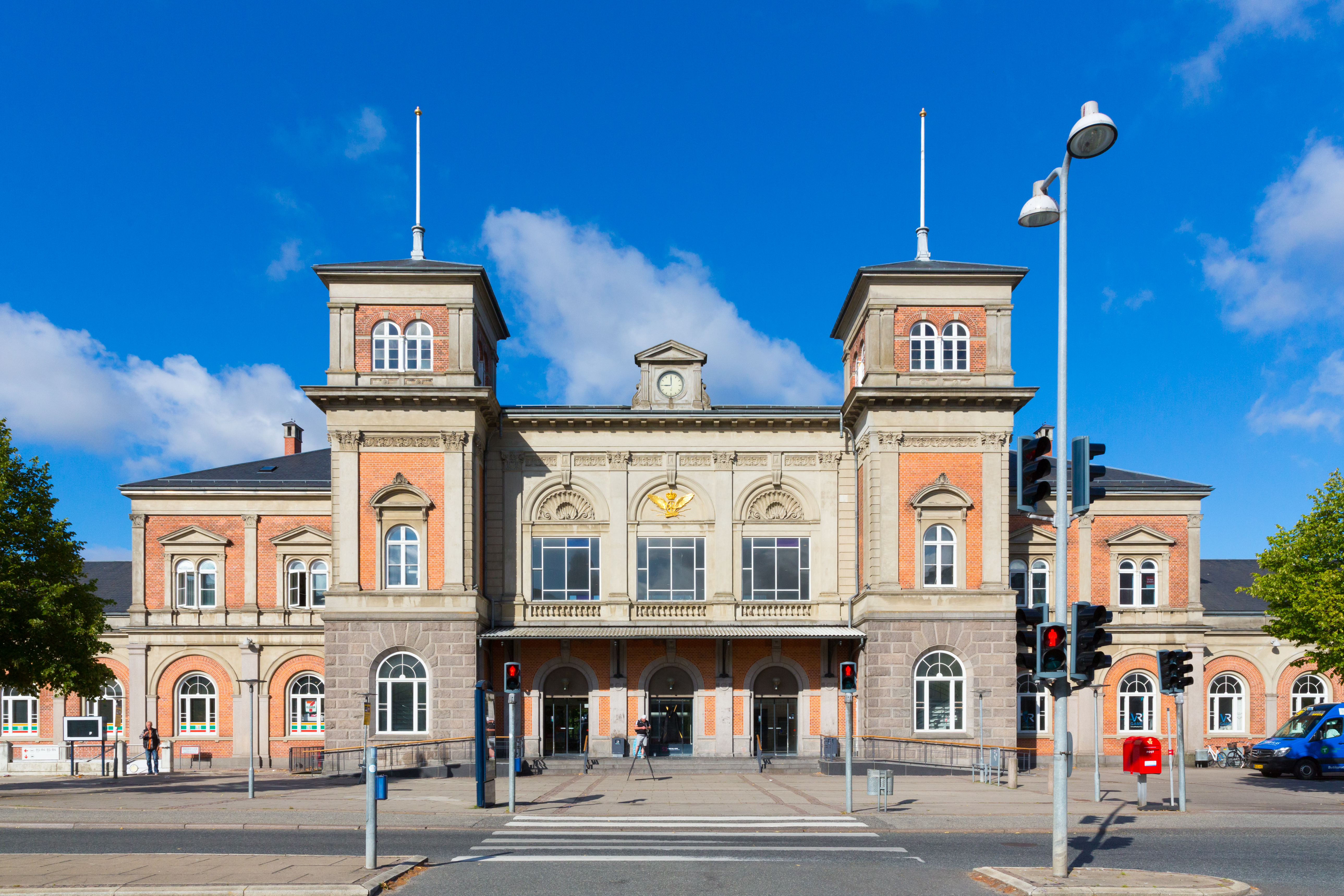
Железнодорожный вокзал в Ольборге
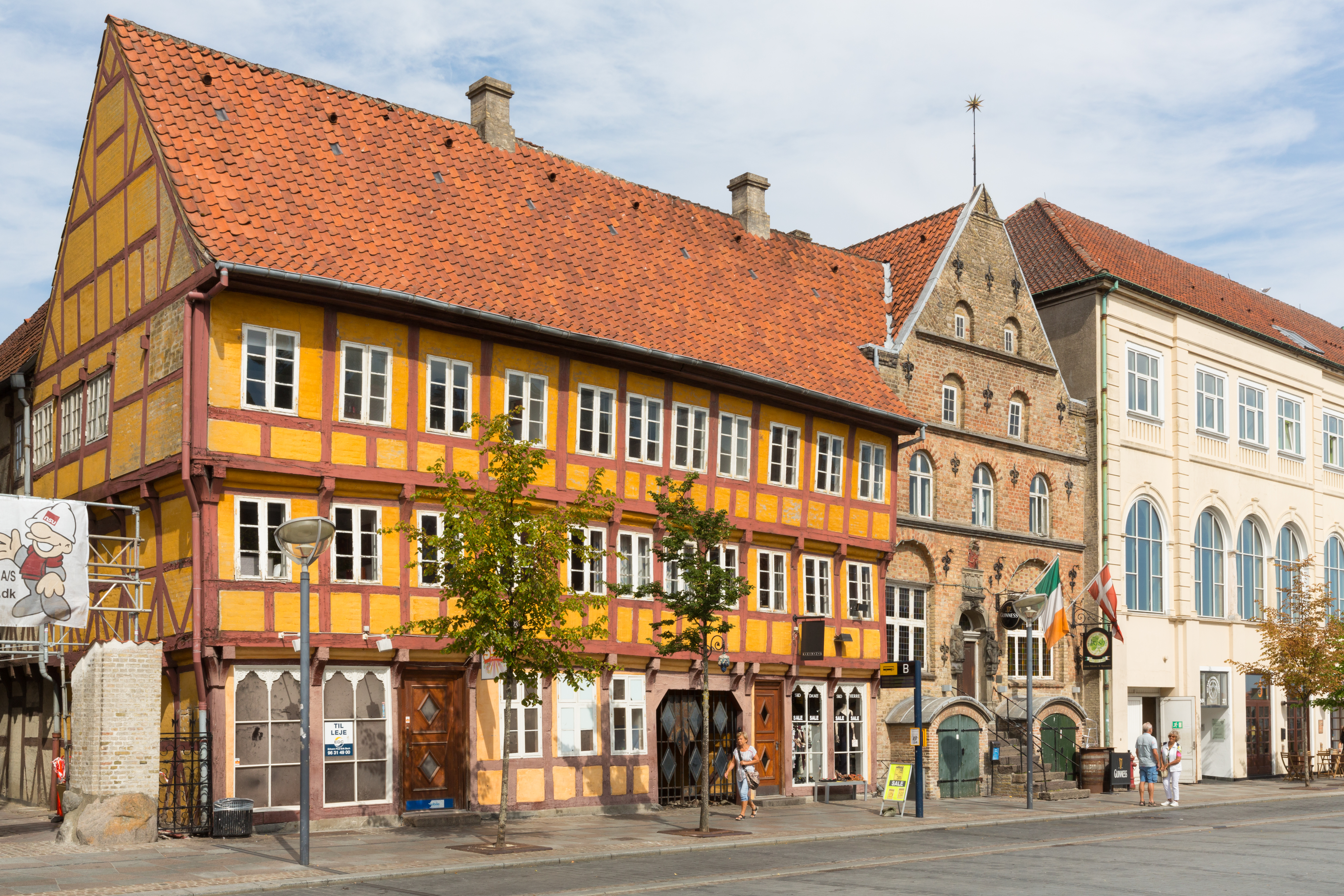
Эстерогаде 23 и 25
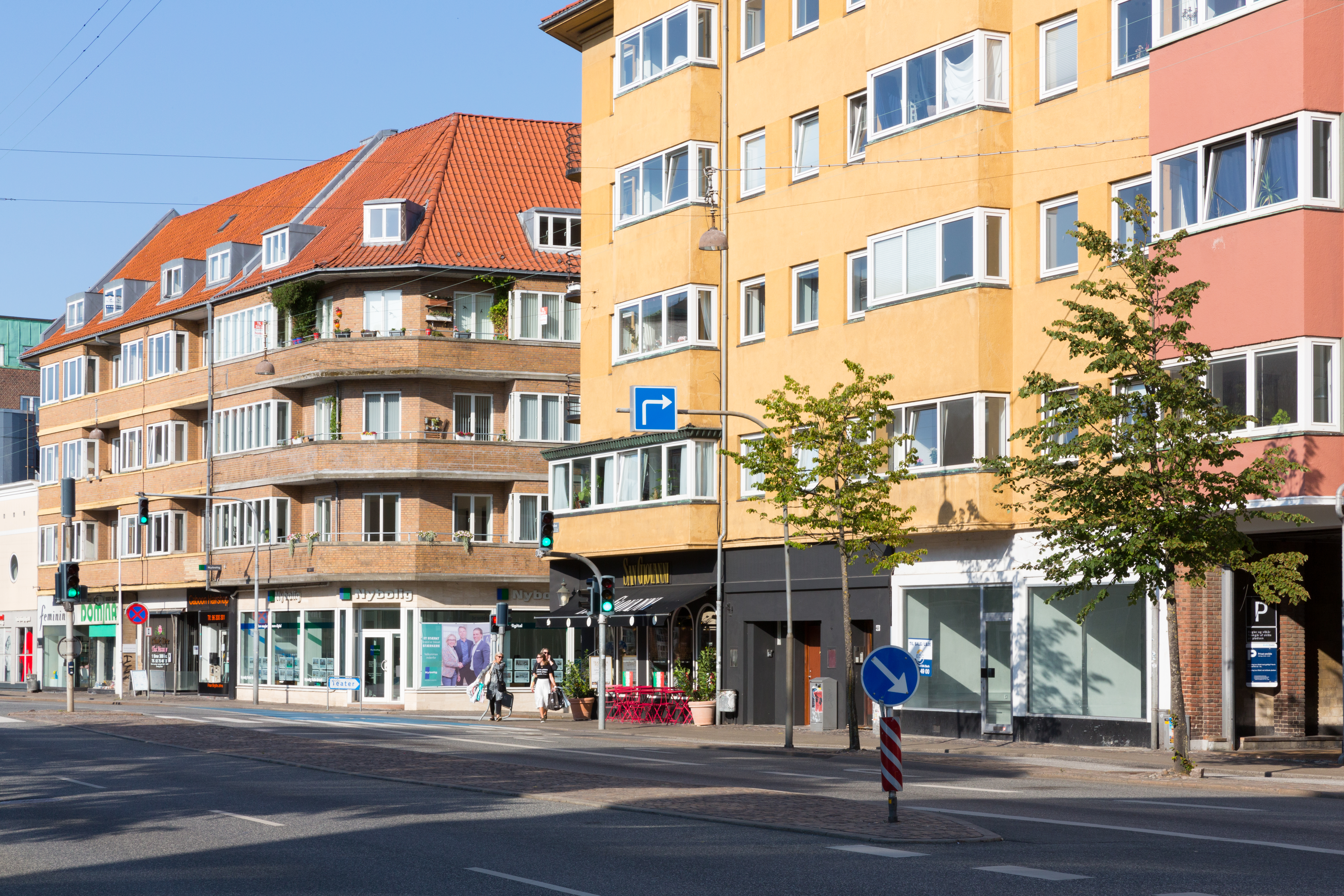
Вестербро в центре города Ольборг
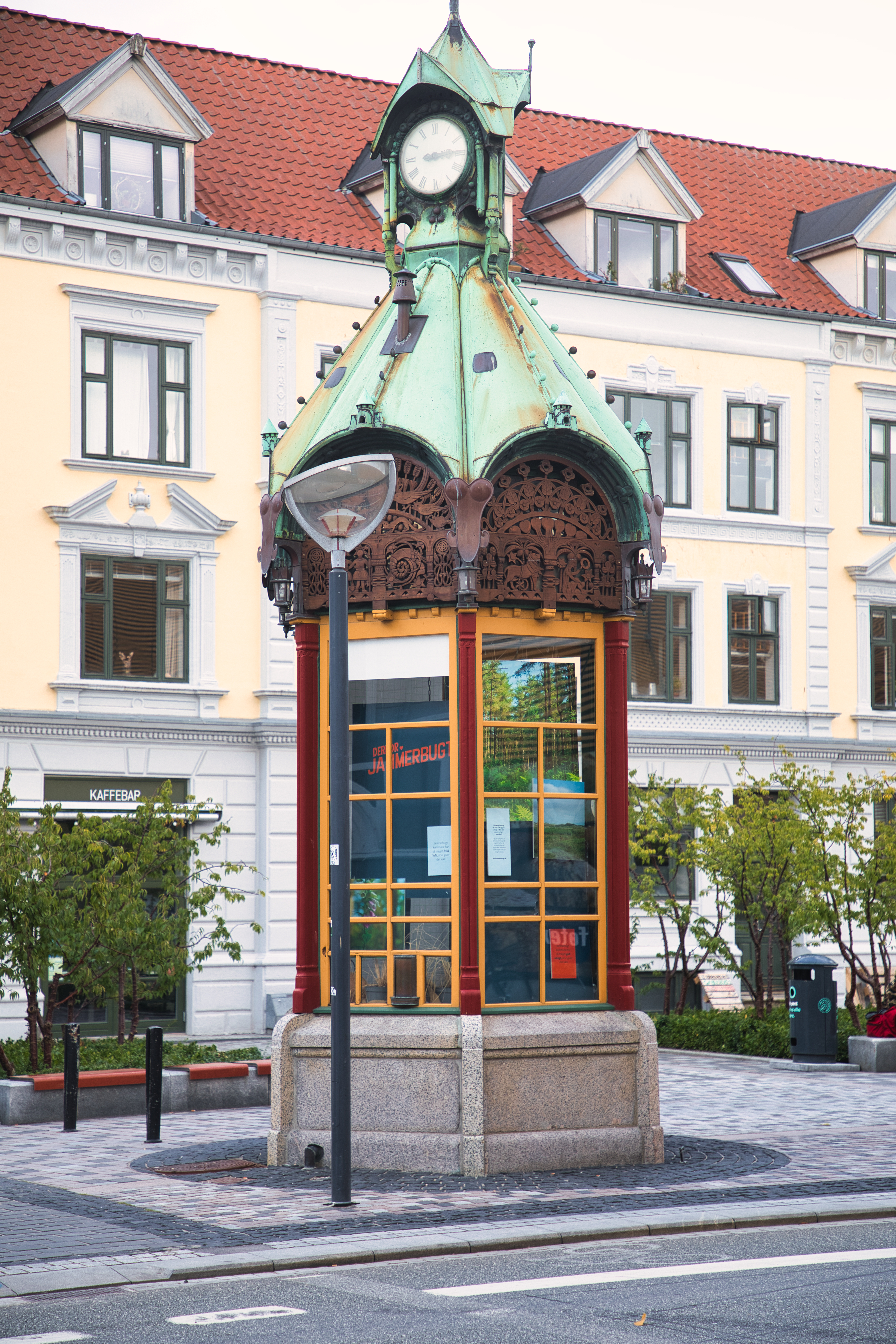
Исторический киоск в центре города Ольборг
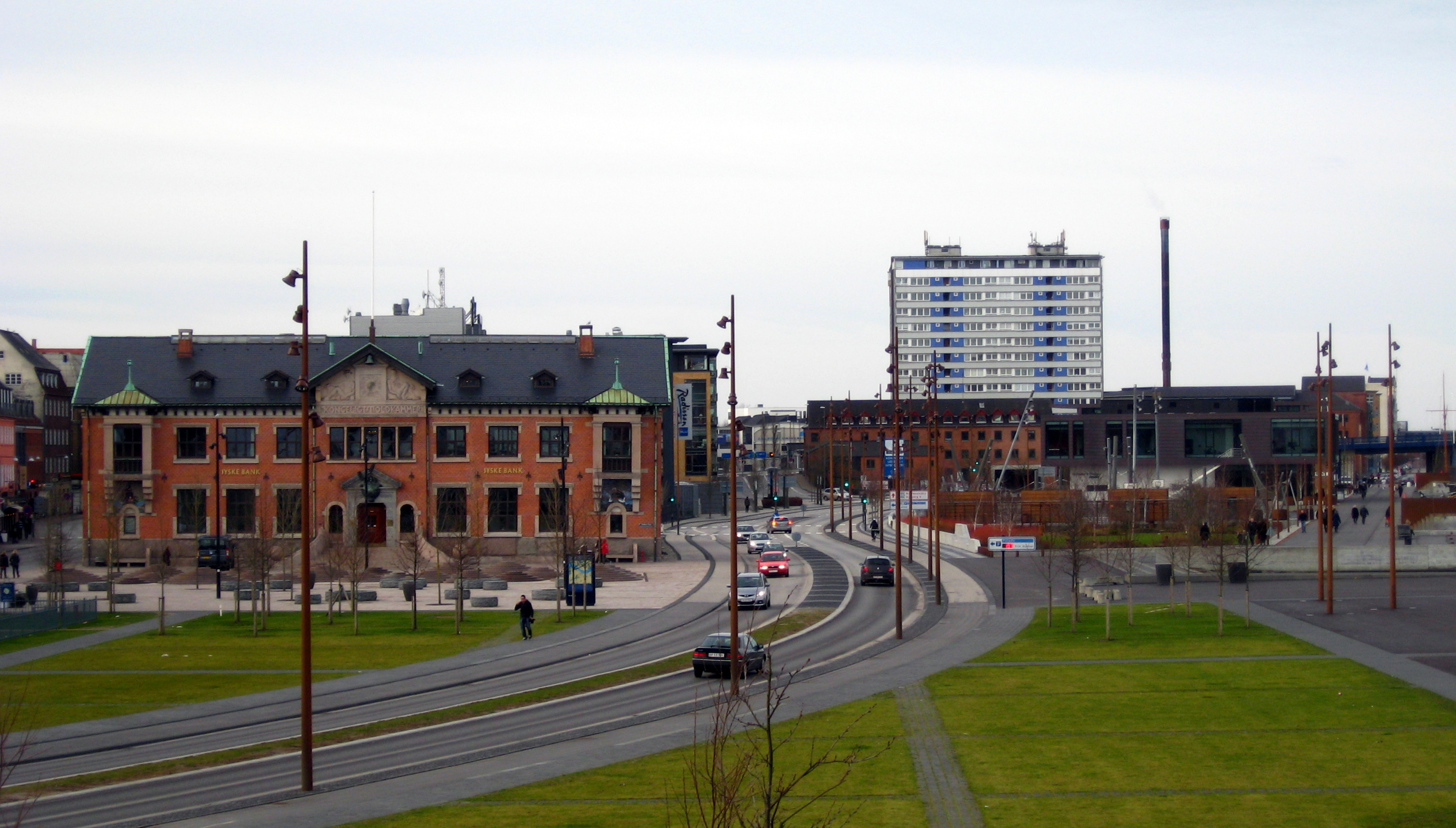
Центр города Ольборг, по пути к центральному кампусу Ольборгского университета
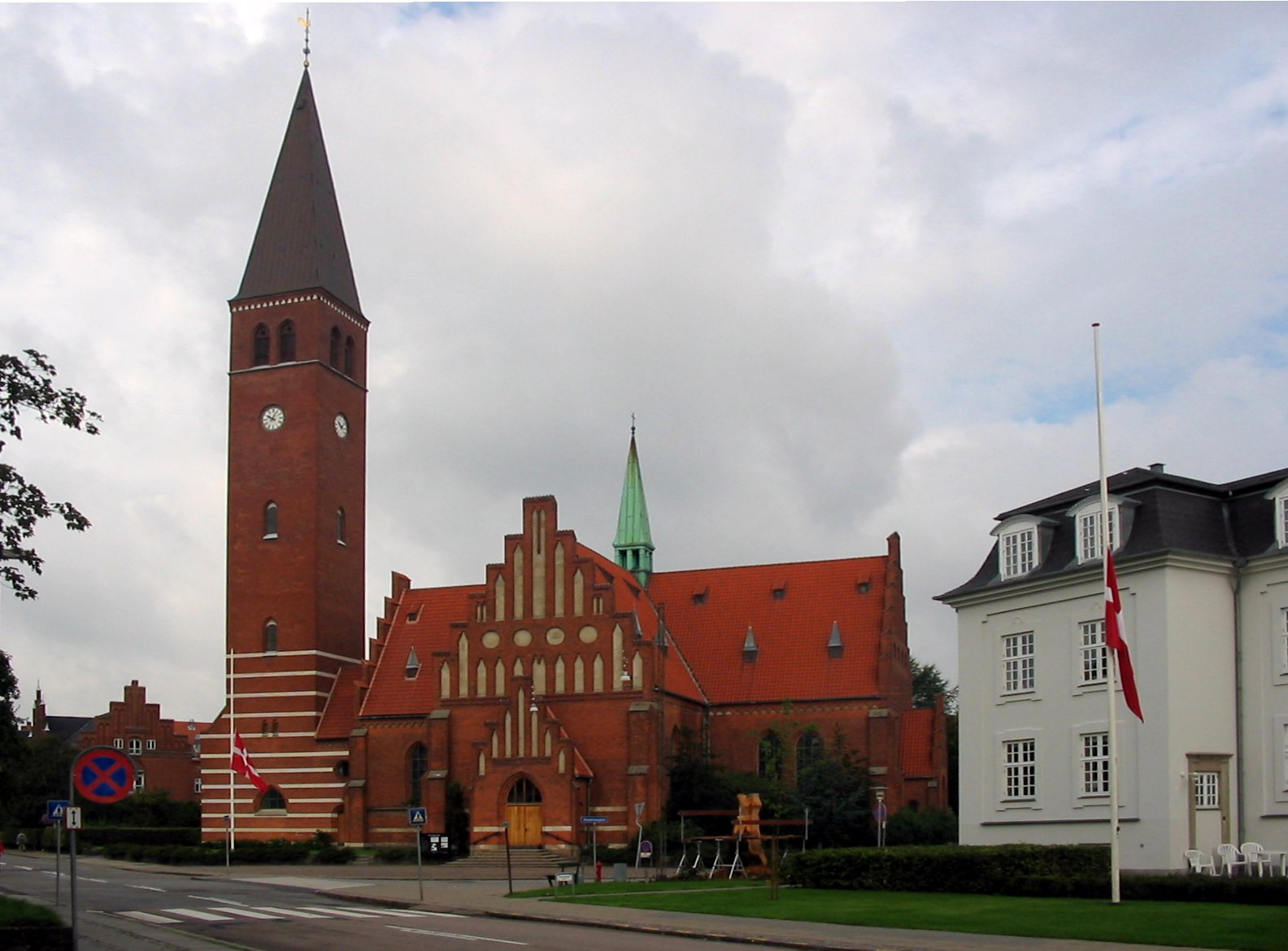
Кирха Спасителя в центре города Ольборг
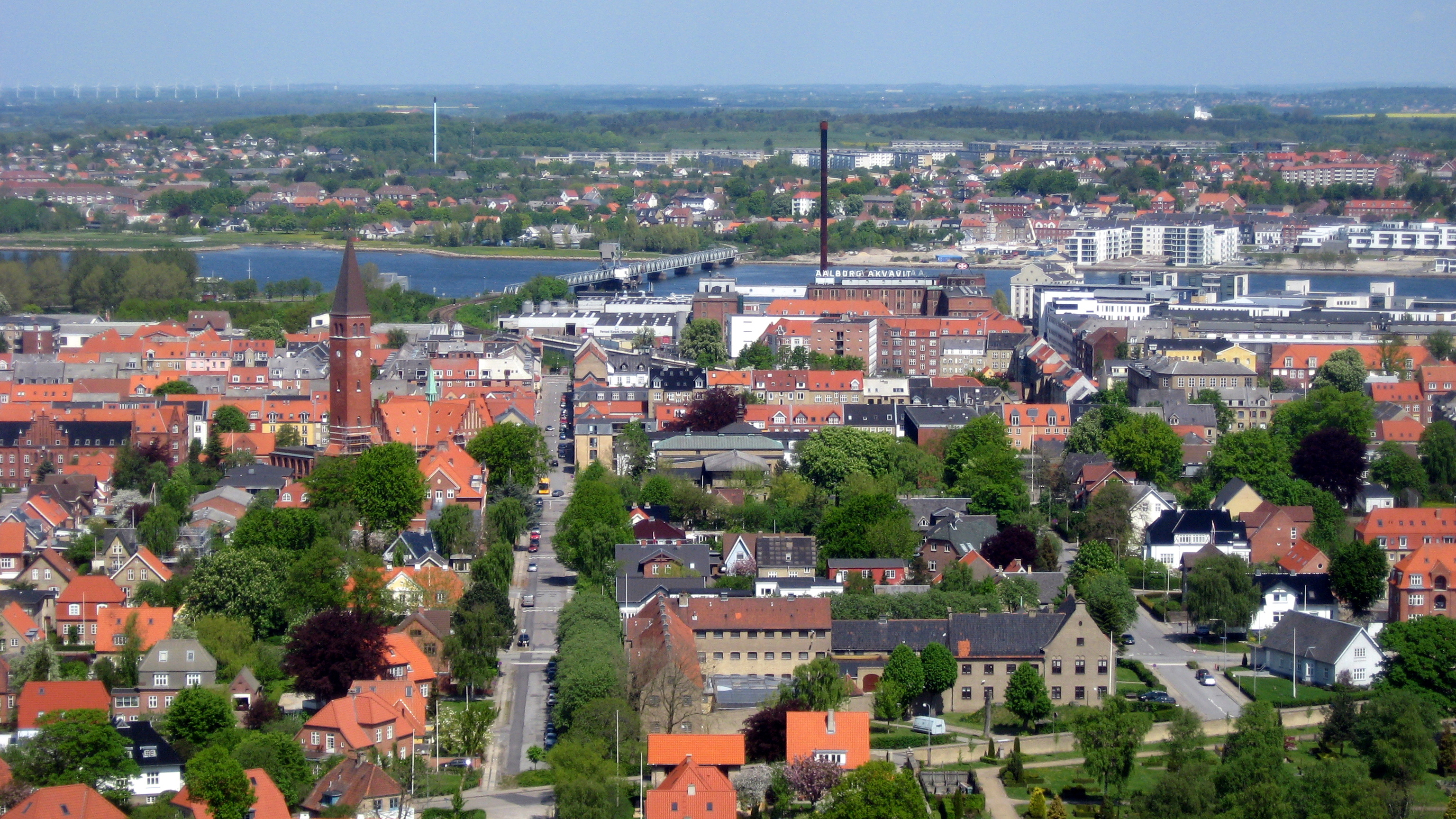
Вид с воздуха на часть Ольборга, демонстрирующий район в непосредственной близости от кирхи Фор Фрелзер
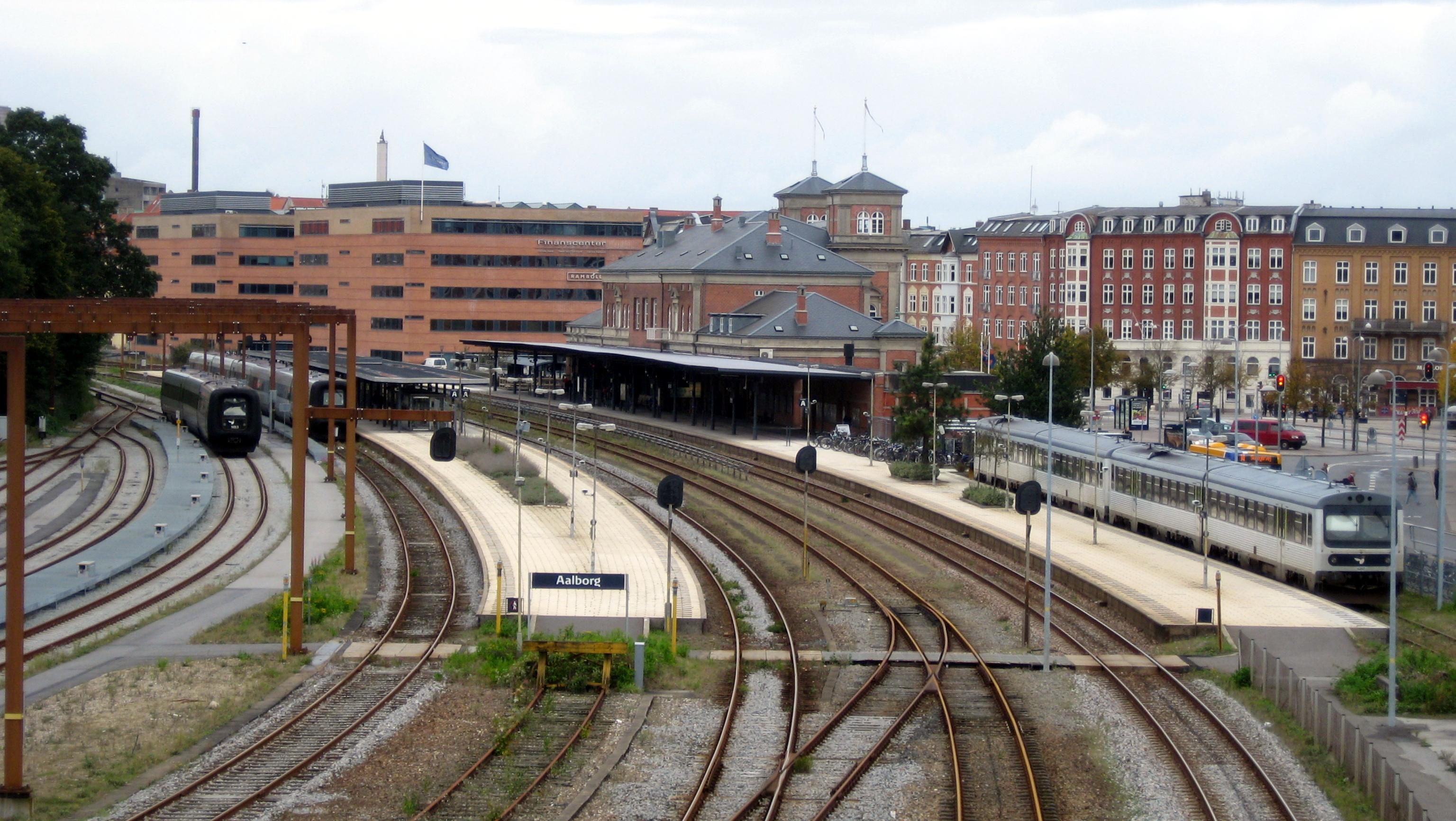
Вокзал в Ольборге (вид в сторону железной дороги)